# ダイエー
株式会社ダイエー（英: The Daiei, Inc.）は、東京都江東区に本社、兵庫県神戸市中央区に登記上の本店を置く、関東地区と近畿地区で総合スーパー（GMS）およびスーパーマーケット（SM）の「ダイエー」などを運営する日本の企業である。イオンの完全子会社である。
1973年から国内小売業界首位の売上を維持していたが、2003年2月期決算で売上高でイオンを下回って2位に転落した。
1995年度の世界の小売業の中で売上高で4位となっていた。
20世紀の日本の流通・小売業界を発展させた代表的な企業としても知られ、ショッピングセンターやゼネラルマーチャンダイズストア（GMS）を日本で初めて導入するなど、ナショナルチェーンの一大企業であった。また、流通・小売業以外の事業分野にも積極的に進出していった。
バブル崩壊後から経営不振になり、21世紀に入ると産業再生機構に支援を仰ぎつつ多角事業の譲渡、本業である小売部門の縮小などのリストラを進め、事業領域をスーパーマーケットに絞り始めた。
イオンによる株式公開買付けを経て、2015年1月1日から、イオンの完全子会社となり、イオングループに入った。

## 歴史

### 創業から日本一の流通グループへ

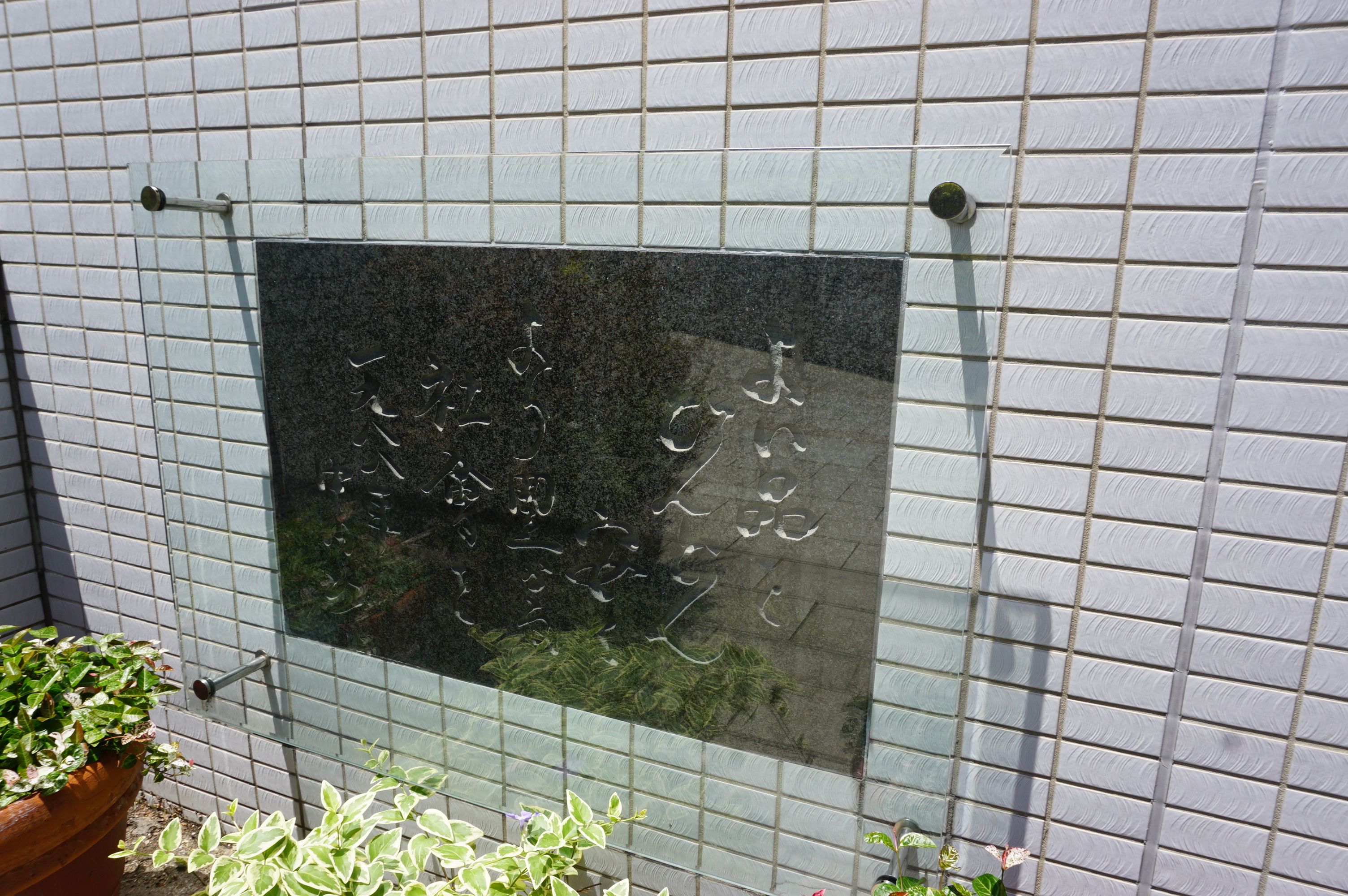
新神戸オリエンタルシティに残る中内功による「よい品をどんどん安く より豊かな社会を」の石板

1957年（昭和32年）に兵庫県神戸市で創業。創業者である中内㓛の生まれ育った阪神地区を中心に商圏を築き、1960年代後半から1970年代にかけて大きく発展し、全国展開を進めた。中には赤羽店（東京都）や津田沼店（千葉県）などのように、西友ストア（現・西友）などの既存店と苛烈な価格競争を引き起こしたこともあった。
創業当初から「価格破壊」をスローガンにして拡張路線を進め、ダイエー・松下戦争の影響による松下電器（現・パナソニック）製品の納入停止を受けて、1970年にカラーテレビをクラウン（当時存在していた電機メーカー）を巻き込み5万円台で発売するなど話題を集めた。また、消費者ニーズの多様化に応じて「ダイエー」をはじめとする様々な業態ブランドを展開し、流通革命によって「良い品をどんどん安く」という方針で事業を進め、一時は300社以上のグループ企業を擁し、日本国内で最も強力な小売企業と称されたこともあった。
さらに、オリエンタルホテル、流通科学大学、福岡ダイエーホークス、オレンジページ（1985年（昭和60年）6月17日にオレンジページ創刊）、セディナなど様々な事業分野への多角化も推進し、特に神戸と福岡ダイエーホークスの本拠地に定めた福岡で多くの事業を展開した。

### 丸紅とイオンの資本受け入れ

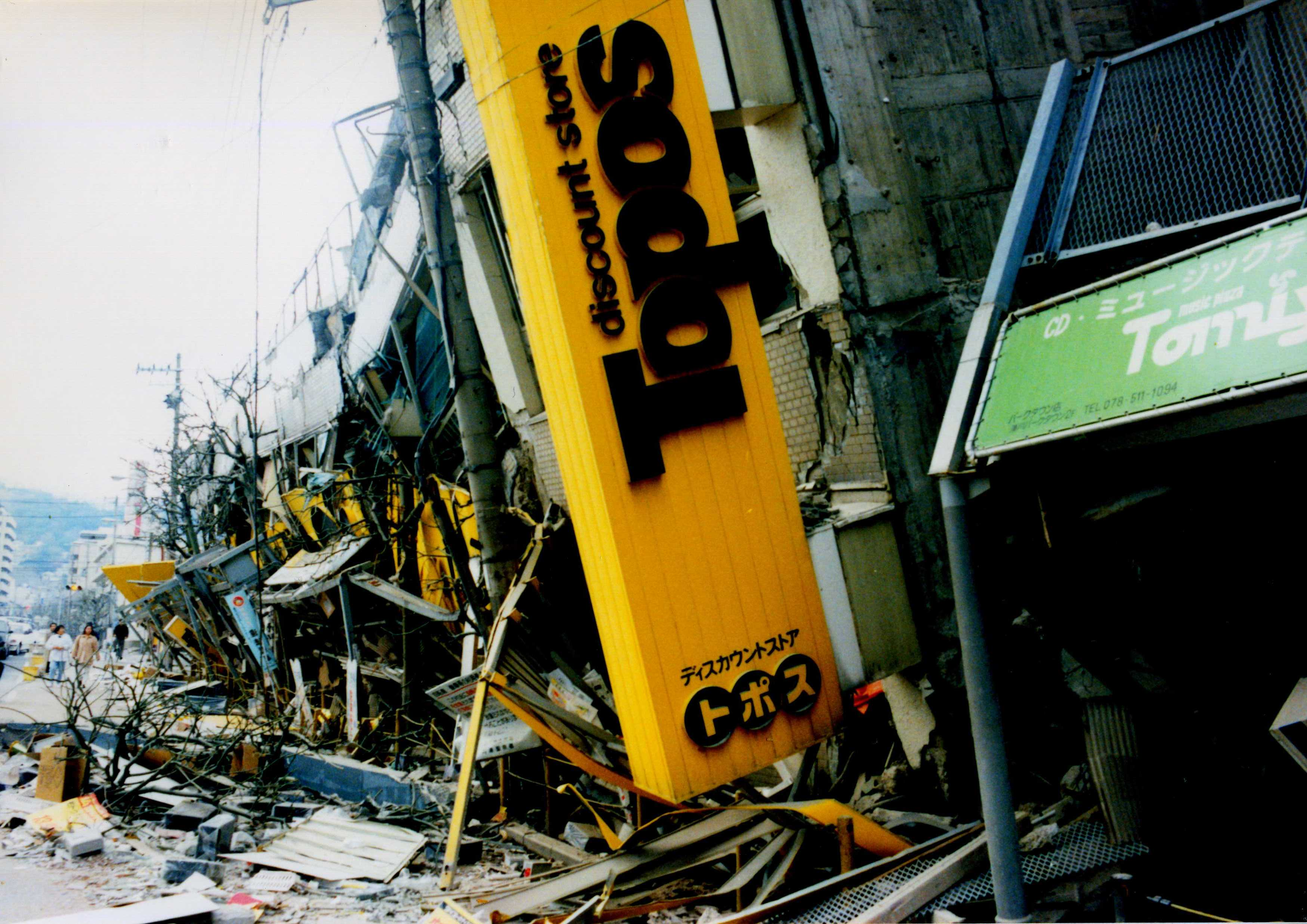
1995年の阪神・淡路大震災により全壊したトポス東山店

1980年代には業績が悪化したものの、中内によるV革作戦でV字回復を果たしたが、以降は中内と若手の対立が生じ、個人商店化が進行した。さらにバブル時代には拡大路線を取ったものの、1990年代後半には業績が再び悪化した。不採算店舗を閉店しない方針を維持していたが、阪神・淡路大震災による初の赤字決算を受けて方針を転換し、1998年には100店舗の大量閉鎖を実施、改装にも400億円を投じたが、赤字決算は続いた。
2001年には中内が会長を退任、経済産業省出身の雨貝二郎が会長に、元ダイエー役員でダイエー子会社のリクルート再建に成功した高木邦夫が社長に就任し、産業再生法の適用を受けてリストラを進めた。しかし本業の小売業は改善せず、特に家電や家具、衣類は他の小売業者の影響を受けて下落した。自主再建を目指したが、主力行との対立が激化し、最終的に産業再生機構に支援を仰ぐことを決断した 。
産業再生機構は、再建に向けて丸紅と投資ファンドのアドバンテッジパートナーズの企業連合をスポンサーに選定し非主力事業の譲渡や小売部門の縮小などの再建策を実施、さらに産業再生機構が出資を引き上げたあとの2007年には、流通大手のイオンが丸紅からダイエー株の一部譲渡を受け、丸紅とともに再建に携わることとなり、経営破綻（倒産）は回避された。
経営不振後は日本経済盛衰の象徴として語られることもあるが、高度経済成長下の時代においては、（一部メーカーとの軋轢はあったが）新しい業態を開発して流通業界を牽引した。流通革命や価格破壊で価格決定権をメーカーから小売業者へ移行し、コンビニエンスストア、ディスカウントストア、家電量販店、ドラッグストアなど安売り店の先駆けとなったとする識者もいる。

### イオングループの傘下へ
丸紅とイオンの2社が主導する中で、リーマン・ショックによる経済悪化が影響し、ダイエーは2009年から5期連続で最終赤字を計上し、再び経営が悪化する。このためイオンは追加出資を段階的に行い、経営関与を強めた。また、2013年にイオンはダイエーに対する株式公開買い付けを実施するとともに、関東圏での食品スーパー事業のために丸紅との戦略的パートナーシップ協定を締結した。この結果、イオンはダイエーの筆頭株主となり、その後、ダイエーはイオンの子会社となった。 ダイエーはイオングループ入りに伴い、北海道、東海、九州の店舗をイオンの地域子会社に移管し、抜本的に見直した。
それでも、経営環境は改善せず、2014年には税引き後の赤字決算が発表され、イオンはダイエーを完全子会社化を決定する。2014年12月26日に上場廃止し、「ダイエーの法人格はそのまま残すが、2018年（平成30年）をめどにダイエーの屋号（店舗ブランド）をなくす」方針を示し、他のイオングループの店舗ブランドに転換する方針を打ち出した。ただ、2017年に方針転換を発表、関東・近畿エリアでの知名度を勘案し、2019年度までに「グルメシティ」のブランドを廃止し、再度「ダイエー」に集約する意向が示された。
2018年にはイオンが各地域でのスーパーマーケット事業の経営統合に関する基本合意書が締結されたことが発表され、その後、ダイエーは他のブランドを吸収することで近畿エリアでの再編を進め2021年には運営を承継した「マルナカ」全店舗を「ダイエー」に転換した。
2022年（令和4年）、今後の出店で屋号として、「イオンフードスタイル」と「ダイエー」を使い分けていく方針を発表した。商業施設内など広域から集客を見込めるケースは「イオンフードスタイル」とし、足元商圏を中心とする場合は「ダイエー」を選択することとし、同年4月1日にダイエー豊洲店を開業、同年10月22日にはダイエー寝屋川中神田店を開業している。
2025年（令和7年）8月4日には、イオンが関東・近畿エリアでのスーパーマーケット事業の経営統合に関する基本合意書が締結されたことが発表され、ダイエーでは、2026年3月1日付で関東エリアの店舗事業をグループ会社のユナイテッド・スーパーマーケット・ホールディングス子会社のマックスバリュ関東へ統合して近畿エリアの店舗事業に専念するとともに、2018年の経営統合では方針転換により子会社化にとどめていた光洋を改めて合併することが検討されている。

## 沿革

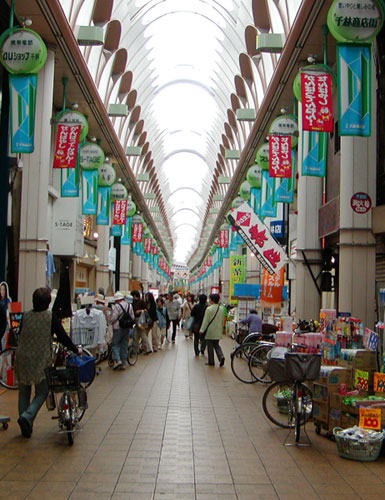
ダイエー発祥地である大阪市旭区千林商店街（2007年5月撮影）

### 1950年代
- 1957年（昭和32年）
  - 4月10日 - 創業者・中内㓛が資本金200万円で「大栄薬品工業株式会社」を[1][3]神戸市長田区片山町5-5に設立[46]。
  - 9月23日 - 1号店「主婦の店・ダイエー薬局」（約97m2）が千林駅前の[47]千林商店街（大阪市旭区千林町）に開店[48][注 5]。
- 1958年（昭和33年）
  - 1月 - 本店を大阪市旭区千林町三丁目236番地に移転[広報 6]。
  - 12月 - （初代）三宮店を開店[52]（神戸市、約70m2）。
- 1959年（昭和34年）
  - 3月 - 大栄薬品工業株式会社が「株式会社主婦の店」に商号変更[1][46]（店名は「主婦の店ダイエー」）。
  - 4月 - 三宮新店（396m2）を開店し[53]、当社初めての衣料品・日用品の取り扱いを開始[54]。
  - 4月 - プライベートブランドの「グンゼ・ソックス」を販売開始[55]。

### 1960年代
- 1960年（昭和35年）
  - 4月 - ダイエー三宮店で折込広告を開始[56]。
  - 鮮魚及び青果の取り扱い開始。
  - 4月 - プライベートブランドの「ダイエーみかん」を販売開始[57]。
  - 7月 - 千林店（約6400m2）を日本初の700坪スーパーとして開業[58]。
  - 12月[59] - 当社初の生鮮食料品を主力とする店舗として三国店を開店[60]。
- 1961年（昭和36年）
  - 8月12日 - 日本初のキャンペーン広告を『神戸新聞』朝刊6面全面に掲載[61]。
  - プライベートブランド「ダイエーインスタントコーヒー」販売開始[62]。
- 1962年（昭和37年）
  - 2月 - ダイエー不動産を設立[52]。
  - 3月 - 売上高100億円突破・従業員数1000人突破[63]。
  - 5月 - 電子計算機を導入[63]。
  - 6月 - 社内報第1号を発刊[63]。
  - 7月2日[要出典] - 株式会社主婦の店が「株式会社主婦の店ダイエー」に商号変更[1][46]。
- 1963年（昭和38年）
  - 1月 - 『ダイエーの誓い』を発表[64]。
  - 1月27日[65] - チェーン本部第1号として[66]西宮市に西宮本部社屋を開設[65]。1階が配送センターで2階が冷凍冷蔵付き倉庫で、3階と4階が本部事務所となっていた[67]。
  - 2月 - 資本金50万円で「株式会社フクオカダイエー」を設立[1]。九州へ進出
  - 3月10日 - 九州進出1号店の天神店が開業[68]。初日で2万人が訪れる[66]。
  - 3月 - 衣料品・家電製品の販売を目的として「ブルーマウンテン」を設立[66]。
  - 4月18日 - 第1回「お客様重役会」募集（5月16日、13名が決定）。
  - 5月 - 山陽・四国地方への出店を計画した『ネックレスチェーン構想』を発表[66]。
  - 6月 - 三宮店と小倉店で「フラワー·クレジツト」として月賦販売を開始[69]。
  - 7月1日 - 地下1階・地上6階建てのダイエービルを開店[70]。日本初の本格的な「SSDDS」として開店[71]。
  - 8月 - 東京・渋谷への出店計画を全日本商店街などの反対により中止[72]。
  - 9月 - 帝人と提携して「フラワークレジット」を設立[72]。
  - 9月 - 関西主婦連合会と連携して「主婦連バター」を設立[73]。
  - 10月 - 西神戸店の開業に抗議して兵庫県内の医薬品業者約1,600店が一斉休業し、生田公会堂で「医薬業危機突破大会」を開催[74]。
  - 11月 - 東京・蒲田への出店計画を中止[73]。
- 1964年（昭和39年）
  - 1月 - 「株式会社一徳」（後に「株式会社トウキョウダイエー」に社名変更）を買収し首都圏へ初進出[73]。
  - 1月 - 「株式会社ダイエーフォート・エンタープライズ」を設立[75]。
  - 2月 - 株式会社四国ダイエー設立[1]
  - 3月 - 「株式会社一徳」を「株式会社トウキョウダイエー一徳」に社名変更[76]。
  - 3月10日 - 「一徳」（上記）から譲り受けた浦和、小岩、吾嬬、中目黒の4店を開店。東京に進出。
  - 4月5日 - 庄内ショッパーズプラザ（庄内店）を開店[77]。日本初の大型ショッピングセンター方式の実験、銀行と専門店が別棟式。
  - 4月18日 - 松山店（愛媛県松山市、後の大街道店）を開店[78]。四国へ進出。
  - 10月 - 松下電器産業（現・パナソニック）の家電製品の割引販売を開始[79]。
    - この家電製品の価格設定をめぐる対立から、松下電器産業（現・パナソニック）に出荷を拒否され、ダイエー・松下戦争と呼ばれる対立へとつながった[80]。
- 1965年（昭和40年）
  - 3月 - 花王石鹼（現・花王）が再販契約の問題でダイエーへの出荷を停止[81]。
  - 4月 - 第一工業製薬と提携してプライベートブランドの洗剤「スパット」を開発して発売[30]。
  - 5月23日 - 一般同盟の指導を受けて「ダイエー労働組合」を結成[82]。
  - 7月12日 - 花王石鹼（現・花王）を公正取引委員会に提訴した[29]。
  - 10月 - プライベートブランドの「ワイシャツ」を販売開始[57]。
  - 11月 - 第一紡績と提携して「一紡ブルーマウンテン」を発売[81]。
  - 12月 - 公正取引委員会が花王石鹼（現・花王）にダイエーとの取引再開を勧告[83]。
- 1966年（昭和41年）
  - 9月 - 婦人洋品のプライベートブランドの「クリスティ」を販売開始[57]。
  - 10月 - 「那覇ミート·プロセス·カンパニー」を設立[84]。
  - 12月20日 - 「朝日海外旅行株式会社」を設立[75]。
- 1967年（昭和42年）
  - 7月 - 西友ストアー（現・西友）と共同で「流通情報研究所」を設立[85]。
  - 8月2日 - 日本チェーンストア協会を設立して中内社長が初代会長に就任[86]。
  - 10月 - 参議院物価対策特別委員会がダイエーを視察[87]。
  - 10月 - ダイエー厚生年金基金設立[88]。
  - 10月 - 「レッドウッズ」を設立し、家具の販売を開始[89]。
  - 11月 - 川口店を開店し、首都圏の本格出店開始[90]。
  - 11月 - 西友ストアー（現・西友）と共同で、「ママのお買い物便利帳」の発行を開始[90]。
  - 12月 - 「株式会社トウキョウダイエー一徳」を「株式会社トウキョウダイエー」に社名変更[76]。
- 1968年（昭和43年）
  - 1月 - コンピューターの導入を開始[91]。
  - 2月 - 衣料品のプライベートブランドの「ブルーマウンテン」を販売開始[57]。
  - 3月 - 九州本部を小倉に移し、本格的ディスカウント・デパートを目指した小倉店を開店[92]。
  - 4月 - 中内社長が「価格破壊者宣言」を行う[91]。
  - 7月1日[要出典] - ダイエー健康保険組合設立[93]。
  - 8月 - 首都圏本格進出の基本戦略として、「レインボー作戦」を発表[93]。
  - 11月30日 - 香里ショッパーズプラザ（香里店）を開店[94]。日本初の本格的な郊外型ショッピングセンター。安売りイメージから脱却。
- 1969年（昭和44年）
  - 1月 - 中内社長が「流通革新元年」を宣言[95]。
  - 1月 - ベビーウェアのプライベートブランドの「リトルチャイルド」を販売開始[57]。
  - 3月 - 東洋レーヨン・帝人・東亜紡績と共同出資で「株式会社ロベルト」を設立[96]（紳士服専門店）。
  - 3月24日 - トーメンと業務提携[97]。
  - 3月 - 伊藤忠商事・丸紅と業務提携[98]。
  - 5月23日 - 「大栄商事株式会社」設立[99]。
  - 5月28日 - 「株式会社ゼノン」設立（時計・眼鏡の専門店）[75]。
  - 6月17日 - 「株式会社キャプテンクック」設立[75]。
  - 6月20日 - レインボー作戦（首都圏本格進出の基本戦略）の拠点となる原町田ショッパーズプラザ（原町田店）を開店[100]。キャプテンクック1号店（約550m2）を併設していた[101]。
  - 7月25日 - 「全高知スーパーチェーン本部」と商品供給などの業務提携を締結[102]。
  - 7月 - 関西地区で商品券の発行を開始[103]。
  - 8月1日 - 「株式会社フクオカダイエー」、「株式会社トウキョウダイエー」および「四国ダイエー株式会社」を合併[104]（直営化）。
  - 8月1日 - 「株式会社コルドバ」（靴の専門店）を設立[75]。
  - 8月1日 - 東レや東亜紡績などと共同出資で資本金500万円で「株式会社ロベルト」を設立[105]。
  - 8月 - 従業員の海外留学制度を開始[106]。
  - 9月 - 丸信・丸久と提携[106]。
  - 9月13日 - 「株式会社ダイエーサカエミート」（現・アルタックフーズ）設立[75]（食肉の加工・製造・販売）。
  - 11月 - 本部を兵庫県西宮市から大阪市大淀区（現：北区）中津に移転[107]。
  - 11月 - 「高知県園芸農業協同組合連合会」と契約栽培を開始[108]。
  - 11月 - 売上高1000億円突破[107]。
  - 11月20日 - 「和泉商工株式会社」を「株式会社ダイエー」に商号変更[1]。
  - 11月25日 - 「阪神運輸倉庫株式会社」設立[75]。
  - 11月 - 「バーグ」1号店を神戸商工センタービル24階に開店[109]。

### 1970年代
- 1970年（昭和45年）
  - 1月 - 西宮分室に研修センターを開設[110]。
  - 1月 - 「ダイエーフーズ」を設立[111]。
  - 1月 - 専門店100社と共に「ダイエー・ショッピングセンター研究会」を発足[110]。
  - 2月6日[99] - 「株式会社ウェンコ・ジャパン」を設立[111]。
  - 2月27日 - 「株式会社サンコー」と業務提携[112]。
  - 2月 - 「丸悦」（後のマルエツ）と業務提携[110]。
  - 3月18日 - 株式の額面変更のため、「株式会社ダイエー」が存続会社となり「株式会社主婦の店ダイエー」を合併[3]。
  - 3月 - 業界初のFCとして高知スーパーマーケットと契約締結[113]（同年4月18日にショッパーズプラザ大橋通店開店）。
  - 4月13日 - 「株式会社セントラル食品加工センター」を設立[75]。
  - 4月18日 - 高知市大橋通にフランチャイズ1号店を開店[114]。
  - 4月 - 「イエローハットストーン」を設立[113]。
  - 5月3日 - 「ブブ」初の商品・扇風機を発売[115]。
  - 5月13日 - 西友ストアー（現・西友）と共同で、「消費者モニター制度」を開始[115]。
  - 5月 - 日本初のハンバーガーショップとして[116]ドムドム原町田店をオープン[111]。
  - 7月 - 「株式会社サンコー」の商品部を統合する形で「エマック」を設立[117]。
  - 7月1日 - 東京卸売センター内に東京事務所を開設[118]。
  - 7月1日 - 「株式会社フォルクス」（ステーキハウス）を設立[99]。
  - 7月22日 - 「株式会社ダイエーセントラル牧場」を設立[99]（現：鹿児島サンライズファーム）。
  - 7月24日 - 丸作・宝屋・福屋・さとうとFCで提携[118]。
  - 7月 - 丸信・丸久とFCで提携[117]。
  - 8月28日 - 「株式会社消費経済研究所」設立[99]。
  - 9月1日 - 三宮店内にターミナル型職業安定所第1号を開設[119]。
  - 9月4日 - ゼネラル（現・富士通ゼネラル）と共同開発した「ブブ」の白黒テレビを発売[119]。
  - 9月10日[99] - トーメンと東海銀行グループと共同出資で「ダイエーダイトー開発」を設立[119]。
  - 9月 - 神戸流通センターを開設[120]
  - 10月 - 当社の紳士服部門を移管し、「株式会社ロベルト」が営業を開始[105]。
  - 10月 - 福岡ショッパーズプラザのデベロッパー会社として伊藤忠商事と共に「株式会社天神中央開発」を設立[121]。
  - 10月 - 「グリーンヒル」と「ローズバレー」を設立[122]。
  - 11月1日 - 「消費経済研究所」を開設[123]。
  - 11月 - ダイエー品質管理センター開設[124]。
  - 11月6日 - 「株式会社ダイエーミート」を設立[75]。
  - 11月25日[123] - 5万円台の格安13型カラーテレビ、プライベートブランド「ブブ」を発売[124]。
- 1971年（昭和46年）
  - 1月5日 - 協同乳業と提携し、関東地区でプライベートブランドの牛乳を販売開始[125]。
  - 1月26日 - 「株式会社ダイエーレジャーランド」を設立[75]（後の株式会社ファンフィールド）。
  - 3月1日 - 大証（現在の東証）二部に株式上場[1]。スーパー業界では初めてとなる上場企業となった[13]。
  - 4月 - ステーキハウス「フォルクス」1号店を箕面店2階に開店[126]。
  - 6月 - 松屋・南海百貨店とFC契約に調印[127]。
  - 6月15日 - 福岡ショッパーズプラザ(ダイエー福岡店)を開店（開業当初、国内最大）[128]。
  - 7月 - 立川店と八王子店で「消費者モニター制度」を開始[129]。
  - 9月 - 株式会社クラウンと資本提携[130]。
  - 9月 - 本店を大阪市大淀区（現・北区）中津本通1-2に移転[広報 6]。
  - 9月 - クレーム110番制度発足[130]。
  - 10月 - 中国から生野菜の輸入を開始[131]。
  - 12月3日 - 「朝日警備株式会社」を設立[132]。
- 1972年（昭和47年）
  - 1月4日 - 大証（現在の東証）一部に指定替え[3]。
  - 1月27日 - 「サンパーク株式会社」を設立[99]。
  - 2月 - 株式会社クラウンを完全子会社化[133]。
  - 3月1日 - 東証一部に株式上場[3]。
  - 3月25日 - 戸塚ショッパーズプラザ（戸塚店）を開店[134]。開業当初、東日本地区最大の本格的郊外型ショッピングセンター。
  - 3月 - 「ジョセフ・マグニン」と合弁会社を設立[133]。
  - 3月 - 「ダイエー労働組合」と「サンコー労働組合」が合併し、「全ダイエー労働組合」となる[82]。
  - 4月21日 - 「フードセンター今治」とフランチャイズ契約を締結[135]。
  - 5月 - 神戸中央卸売市場の買参権を取得[136]。
  - 6月1日 - プライベートブランドの乳酸菌飲料「ミリオン」を発売[137]。
  - 6月15日 - 山形ショッパーズプラザ（山形店）を開店[138]。（東北へ進出）[139]
  - 7月 - 大阪中央卸売市場の買参権を取得[140]。
  - 7月28日[75] - アメリカの食品メーカーの「スイフト」と技術提携し[140]、「株式会社ディッパー・ダン・アイスクリーム・ジャパン」を設立[75][141]。
  - 7月 - 香港駐在員事務所を開設[139]。
  - 7月1日 - 「株式会社ボンテ」設立（パン製造・販売）。
  - 8月 - 「ダイエーフーズ」が「ドムドム」に商号を変更[142]。
  - 8月 - 中華人民共和国から日本の流通業初の友好商社の認定を受ける[143]。
  - 8月 - ハワイに「ダイエーUSA」を設立[144]（11月19日、1号店ダイエーパールリッジ店オープン）。
  - 8月 - 三越を抜き、小売業売上高日本一を達成[143]。
  - 9月 - 「コンビニエンスストア開発委員会」を設置[144]。
  - 10月24日 - サニーと業務提携[145]。
  - 10月27日 - 「株式会社バンクラチックマーチャンダイジング」を設立[132]。
  - 11月19日 - 「ダイエー・アメリカン・コーポレーション・パールリッジ店」を開店し、ハワイに進出[146]。
  - 11月29日 - 「株式会社大中」設立（中国物産小売）[75]。
  - 12月 - 「ディッパーダン・アイスクリーム・ジャパン」を設立[147]。
  - 12月9日 - 「ジョセフ・マグニン・ジャパン株式会社」を設立[75]（婦人ドレス専門店）。
  - 12月20日 - ディッパーダン・アイスクリーム1号店を東京・八重洲地下街開店[141]。
  - プライベートブランド・「キャプテンクック」を発売[62]。
- 1973年（昭和48年）
  - 3月 - 「ジュエル・ダイエー」を設立[148]。
  - 3月 - プライベートブランドの冷凍食品を開発[149]。
  - 3月 - 「株式会社ダイエー教育センター」がスーパー大学校を完成[150]。
  - 3月 - 物価値上がり阻止運動を1年間延長。
  - 4月10日 - 「株式会社ダイエー教育センター」を設立[132]。
  - 5月 - 「株式会社サカエ」（後のグルメシティ近畿の前身）と資本・業務提携[149]。
  - 5月 - 旭化成と共同企画の「ジョン・アレキサンダー」を発売[149]。
  - 8月 - 「株式会社ダイナハ」を設立[151]。
  - 9月1日 - 名古屋市中区に東海地区本部を開設[152]。
  - 9月27日 - 「株式会社ロベリア」（婦人服専門店）を設立[75]。
  - 10月1日 - 「株式会社パシフィック・スポーツ」を設立[75]。
  - 10月9日 - 「株式会社宮崎熱源センター」を設立[132]。
  - 10月 - 「株式会社タイヨー」とFC契約を締結[151]。
  - 10月 - 「ジョセフ・マグニン・ジャパン株式会社」1号店を原宿に開店[153]。
  - 11月 - マニラ駐在員事務所を開設[153]。
  - 11月 - 「ザ・ダイエー・ホンコン・リミテッド」を設立[153]。
  - 11月9日 - 水戸ショッパーズプラザ（水戸店）を開店し[154]、100号店となる[155]。
  - 11月25日 - 札幌店を開店[156]（北海道へ進出）。
  - 11月30日 - 都城ショッパーズプラザ（都城店）を開店[157]（現イオン都城駅前店）。
  - 12月 - 鹿児島県高牧町に「高牧フィードロット」を開設し、肉牛肥育に参入[158]。
- 1974年（昭和49年）
  - 1月20日 - 大阪市の駒川店で火災が発生、地下売り場が全焼。放火事件として捜査が行われた[159]。
  - 2月 - フリーズドライのインスタントコーヒーのプライベートブランド・「キャプテンクック」を発売[160]。
  - 3月1日 - 札幌証券取引所に上場[5]。
  - 3月 - 新潟証券取引所に上場[6]。
  - 4月22日 - 福岡証券取引所に上場[7]。
  - 5月1日 - 米国預託証券（ADR）の取引開始[8]。
  - 6月28日 - アムステルダム証券取引所に上場[161]。
  - 7月5日 - 伊那市の「西沢百貨店（現・ニシザワ）」とフランチャイズ契約を締結[162]。
  - 7月15日 - 「セントラル牧場」で肥育した牛肉の販売を開始[162]。
  - 7月10日 - 「株式会社ハンシンパック」を設立[132]。
  - 7月 - ソウルに韓国駐在員事務所を開設[163]。
  - 9月16日 - ブリュッセル証券取引所とアントワープ証券取引所に上場[164]。
  - 9月29日 - 創業第1号店千林駅前店閉店[50]。
  - 10月12日 - 鹿児島の「太陽ストア」とフランチャイズ契約を締結[165]。
  - 10月16日 - 「ディッパー・ダン・アイスクリーム・ジャパン」1号店を三宮のメンズダイエー内に開店[165]。
  - 10月 - フィリピンに合弁会社「ハイダイエー」を設立[166]。
  - 11月 - 米国「コンソリデーテッド・フーズ」から「コンビニエンスストア」についてのノウハウを導入[167]。
  - 12月 - 「株式会社さつま」（ラーメンチェーン）を設立[168]。
  - 12月 - 東レや東亜紡績などが出資を引き上げ、「株式会社ロベルト」を完全子会社化[105]。
- 1975年（昭和50年）
  - 2月15日 - 「USシューズジャパン株式会社」を設立[75]。
  - 2月15日 - 「プレナタール・ジャパン株式会社」（子供服専門店）を設立[75]。
  - 2月28日 - ドーナツ専門の「ドーナツアーツ」1号店を古川橋店の店頭に開店[169][注 6]。
  - 3月3日 - 大阪府吹田市豊津町9番1号に本部を移転し、業務を開始[172]。
  - 4月1日 - 目黒区碑文谷に、関東の旗艦店となるショッパーズプラザ碑文谷開業[173]（のちのダイエー碑文谷店を経て現・イオンスタイル碑文谷）。
  - 4月 - 資生堂とカネボウと共同開発したPBの化粧品を発売[174]。
  - 4月15日 - 「ダイエーローソン株式会社」（ローソンの前身）を設立し、コンビニエンスストア業界へ進出[175]。
  - 4月25日 - 資生堂が製造した「ディアーヌ」とカネボウが製造した「ソフィアレーヌ」の2ブランドのプライベートブランドの「化粧品」を販売開始[176]。
  - 5月 - 本店を大阪府吹田市豊津町9番1号に移転[広報 6]。
  - 5月4日 - 那覇ショッパーズプラザ（のちのダイナハ → ダイエー那覇店・現D-naha）を開店[177]。
  - 6月1日 - 「DAC ENTERPISE INC」（ステーキ・丼店）を設立[99]。
  - 6月14日 - コンビニエンスストア「ローソン」1号店、桜塚店（豊中市桜塚）を開店[178]。
  - 6月10日 - 「株式会社セントラルコールドチェーン」を設立[75]。
  - 7月4日 - 「株式会社せいざん」（呉服専門店）を設立[75]。
  - 8月11日[99] - 東海銀行・太陽神戸銀行・住友銀行・三和銀行などと共同出資で「株式会社朝日クレジット」を設立[179]。
  - 9月 - レナウン・東京スタイルと業務提携[180]。
  - 10月15日 - 「株式会社ドーナツアーツ」設立[99]。ドーナツ部門に進出。
  - 10月20日 - 岩井市の「グリーンショッピングセンター」とフランチャイズ契約を締結[181]。
  - 10月21日 - Daieiの頭文字"D"と「上弦の月」をイメージしたシンボルマークとロゴを制定、24日開店の一宮店から使用開始[182]。
  - 10月 - クレジットカードの取扱を開始[180]。
  - 12月 - 花王と共同開発したPBの[183]トイレタリー製品を販売開始[184]。
- 1976年（昭和51年）
  - 1月16日 - マルエーと業務提携[185]。大阪を中心にスーパーを展開する株式会社 丸栄商事の株式10%を取得し、商品供給主体の業務提携を開始。
  - 1月 - キッコーマンと共同開発したPBを発売[186]。
  - 1月 - 「株式会社ダック松山」設立[186]。
  - 2月17日 - 「ダイエー・ヨーロッパ」を設立[187]。
  - 3月 - サンスターと共同開発したPBを発売[188]。
  - 3月 - サントリーと共同開発したPBを発売[188]。
  - 4月7日 - 「丸栄商事」へ商品の全面的な供給を開始[189]。
  - 4月28日 - 「株式会社セントラルオペレーションサービス」を設立[132]。
  - 4月 - 「ダイエーUSA」と「ジュエルコ」が提携[188]。
  - 5月 - ドーナツアーツ1号店を古川橋に開店[190]。
  - 5月 - 中元商品の宅配を開始[191]。
  - 6月 - 通信販売を開始[191]。
  - 7月 - カネボウ化粧品と共同開発したPBの男性化粧品を発売[192]。
  - 7月 - 大正製薬と共同開発したPBを発売[192]。
  - 8月 - 「北海道ダイエー株式会社」設立[192]。
  - 10月 - カタログ販売を開始[192]。
  - 10月 - 5店舗でPOSシステムの実験を開始[193]。
  - 11月 - ロサンゼルス駐在員事務所を開設[194]。
  - 12月23日 - 「ダイエー水産株式会社」[75]（現：セリティフーズ）設立（水産物の加工・製造・販売）。
  - 12月 - 「オレンジエスコート作戦」開始[195]。
- 1977年（昭和52年）
  - 1月9日 - 関東バスとフランチャイズ契約を締結し、「ケーアンドビー」を設立[196]。
  - 3月15日 - 「朝日青果株式会社」を設立[75]。
  - 3月 - 特販部を設置し、無店舗販売を本格化[197]。
  - 3月 - ジーンズショップ「ジョイント」1号店を開店[197]。
  - 4月25日 - 「株式会社マルシェ」を設立（雑貨小売業）[75]。
  - 7月 - 「サカエ」の全従業員を転籍させ、同社を当社のスーパーマーケット部門化[198]。
  - 8月4日 - 「株式会社ディナディナ」を設立[99]。
  - 8月18日 - 「いぶすきストア」と「エコー」の両社とフランチャイズ契約を締結[199]。
  - 8月 - 「ジュエル・ダイエー」の事業から撤退[200]。
  - 9月 - 三宮事務センターを開設[201]。
  - 10月 - 赤帽を利用した即日配送システムを開始[201]。
- 1978年（昭和53年）
  - 1月 - 「ダイエー用語集」を刊行[202]。
  - 2月 - 日本信販などと提携し、ダイエーオレンジカードの発行を開始[203]。
  - 3月 - 台湾駐在員事務所を開設[203]。
  - 5月 - 日本フランチャイズチェーン協会に加盟[204]。
  - 6月 - 「株式会社中合」（百貨店）と業務提携[204]。
  - 6月8日[205] - 日本のスーパーで初の自社クレジットカードとして[204]「ダイエーメンバーズカード」の発行を開始。
  - 7月 - 福屋・サニー・タイヨーとのフランチャイズ契約を解消[204]。
  - 8月20日 - 日本初のノーブランド商品を発売開始[206]。
  - 8月 - 英国・マークス&スペンサーと「セントマイケル」の独占販売契約を締結[207]。
  - 8月 - 米国・ビッグボーイとライセンス契約を締結[207]。
  - 9月 - ビッグボーイが大阪·箕面市に1号店を開店[208]。
  - 9月 - プライベートブランドの「適量缶シリーズ」を販売開始[184]。
  - 11月 - 「株式会社中合」（百貨店）と全面提携[209]。
  - 12月 - 歳暮の全国配送システムを導入[209]。
- 1979年（昭和54年）
  - 1月 - J.C.ペニーのプライベートブランドの販売を開始[210]。
  - 2月 - 全日本空輸と提携し、北海道の店舗への生鮮食品の航空輸送を開始[211]。
  - 2月 - 鶴屋（尾道市）とのフランチャイズ契約を解消[211]。
  - 3月 - 全ダイエー労働組合がパートタイム労働者の組織化を開始[212]。
  - 6月1日 - 「ダイエーメンバーズカード」保有者向けの消費者ローンを開始[213]。
  - 6月 - 尼崎事務センターを開設[214]。
  - 8月 - ロンドン駐在員事務所を開設[215]。
  - 8月 - 「株式会社ヴィクトリアステーション」を設立[216]。
  - 8月 - 第一建設工業株式会社（現・イチケン）と提携[216]。
  - 8月25日 - 「株式会社ビッグ・エー」を設立[75]（加工食品のディスカウント店）。11月4日に宮原店（さいたま市）を開店。
  - 9月1日 - 「ダイエーローソン」が「ローソン・ジャパン」に商号を変更[217]。
  - 9月1日 - 「スポーツワールド33」を開店[218]。
  - 9月1日 - 「パレックス」を開店[219]。
  - 9月 - ウェンディーズと提携[220]。
  - 10月 - 北京駐在員事務所を開設[221]。
  - 10月6日 - 「株式会社アシーネ」を設立（書籍の専門店）[75]。
  - 11月4日 - ボックスストアのビッグ・エー1号店となる宮原店を開店[222]。
  - 12月 - 芦屋浜店に「朝日文化教室」を開設[223]。

### 1980年代
- 1980年（昭和55年）
  - 1月 - ハワイの「ホリデーマート」を取得[224]。
  - 1月 - 札幌市の「西村」とフランチャイズ契約を締結[224]。
  - 1月 - 日本国有鉄道を利用した輸送を開始[224]。
  - 2月 - 売上高が業界初の1兆円を突破[224]。
  - 2月 - 「ハーフ・アンド・ハーフ」の出店を開始[225]。
  - 2月29日 - 首都圏を中心に食品スーパーを展開していた青楓チェーンと資本・業務提携して社長を派遣し、グループ化[226]。
  - 3月1日 - 柳川店（岡山県岡山市）を業態転換し、トポス1号店としてオープン[227]。
  - 3月 - フランスの大手百貨店「オ・プランタン」と提携調印[228]。
  - 3月 - 「中内基金」を設立[228]。
  - 4月 - 「株式会社ハブ」を設立[229]。
  - 4月19日 - 「ゼントハウス」1階にパブレストラン「ハブ」1号店を開店[230]。
  - 4月 - リボルビング払いを導入し、クレジット業務を強化[229]。
  - 4月 - 「株式会社オ・プランタン・ジャポン」を設立[229]。
  - 4月1日 - 社員共済会「若葉会」スタート。
  - 5月 - スーパー連合の「シジシージャパン」と提携[231]。
  - 5月 - 「ダイエー・インターナショナル・ホテルズ」を設立[231]。
  - 5月 - 「ウェンディーズ」1号店を東京・銀座に開店[232]。
  - 6月 - シンガポール駐在員事務所を開設[233]。
  - 6月 - 「オ・プランタン・ジャポン」を設立[234]。
  - 7月 - 「シジシージャパン」と共同出資で「グローリー」を設立[233]。
  - 8月 - アメリカのディスカウントチェーンを展開するKマート（現・シアーズ・ホールディングス）と業務提携調印[233]。
  - 8月 - 札幌市の「株式会社相馬商店」と全面提携を締結[235]。
  - 8月 - 札幌市の「西村株式会社」と資本提携し、北海道ダイエーが17%を出資[236]。
  - 8月 - 「ビクトリアステーション」1号店を東京・六本木に開店[232]。
  - 9月 - 「株式会社ジョイント」設立[235]（ジーンズカジュアル専門店）。
  - 9月 - 書籍の安売りを開始[237]。
  - 9月 - 「ローソン・ジャパン」が「サンチェーン」と業務提携[238]。
  - 9月 - 「セイブ」・「スーパー宮鈴」と業務提携[239]。
  - 9月 - 「マリオット」と業務提携[240]。
  - 10月 - ポテトチップスのプライベートブランドの発売を開始し、カルビーからの仕入を停止[241]。
  - 11月 - 「全国引越専門協同組合連合会」と業務提携し、引越業務に参入[242]。
  - 11月 - 郡山市の「株式会社フクコー」と業務提携し、商品を供給[243]。
  - 11月 - 「株式会社九州ダイエー」設立[242]。
  - 12月 - プライベートブランド「セービング」41品目を発売[244]。
- 1981年（昭和56年）
  - 1月 - 「クローガー」と業務・技術提携[245]。
  - 1月 - 天津市と合弁会社「中国天津市対外貿易公司」を設立[245]。
  - 2月 - 髙島屋と業務提携開始。
  - 2月 - ニューヨーク駐在員事務所を開設[245]。
  - 2月 - 「オートワールド」を設立[246]。
  - 2月 - 静岡県のスーパー「トウア」と業務提携[246]。
  - 2月10日 - 新潟県のスーパー「やませ」と資本・業務提携[247]。
  - 3月6日 - 「オ・プランタン・ジャポン」1号店「プランタン三宮」を、国鉄三ノ宮駅駅の三宮ターミナルビルに開店[248]（後のプランタン神戸）。
  - 3月20日 - 神戸ポートアイランド博覧会にダイエーパビリオン出展[249]。
  - 4月 - 「三春屋」4店舗を買収[250]。
  - 4月16日 - 既存店であった草加ショッパーズプラザ（草加店）を業態転換し、Dダイエー（後のDマート）1号店として新装開店[251]。
  - 4月 - カタログ「ホームワールド」の発行を開始[250]。
  - 4月 - 自動受発注システムの本格利用を開始[250]。
  - 5月 - シャープと共同開発したプライベートブランド「サリブ」（家電トータルシリーズ）発売[252]。
  - 5月9日 - 函館の老舗百貨店の棒二森屋と業務提携し、系列会社化[253]。
  - 6月 - Lサイズ衣料のプライベートブランドの「マイティロード」を販売開始[254]。
  - 6月[255] - 金剛店で衣料品POSシステムの導入を開始[256]。
  - 7月31日 - 株式会社サンコー（ダイエーグループ企業）を株式会社マルエツが吸収合併し、ダイエーグループとなった「株式会社マルエツ」が発足[257]。
  - 8月23日 - グループのホテル1号店として「ホテルセントラーザ成田」を開業[258]。
  - 8月 - 「株式会社十字屋」と業務提携[259]。
  - 9月 - 婦人服・雑貨を取り扱う子会社として「株式会社プチ・プランタン」を設立[260]。
  - 9月1日 - 株式会社九州ダイエー（1980年11月設立、1981年5月九州地区のダイエーの営業を継承）を株式会社ユニードが吸収合併し、ダイエーグループとなった「株式会社ユニード」が発足[261]（株式会社ユニードは1991年（平成3年）9月1日付で[262] 株式会社ユニードダイエーへ商号変更した[263]）。
  - 9月 - 「株式会社天津大栄」設立[260]（現・テンダイ、衣料品・食品・雑貨等の輸入販売）。
  - 11月 - 「ダイエー・リース」を設立し、総合リース事業に参入[264]。
  - 12月 - 「オーケー」と資本・業務提携して25％を出資し、セイフーの経営を委任[265]。

- 1982年（昭和57年）

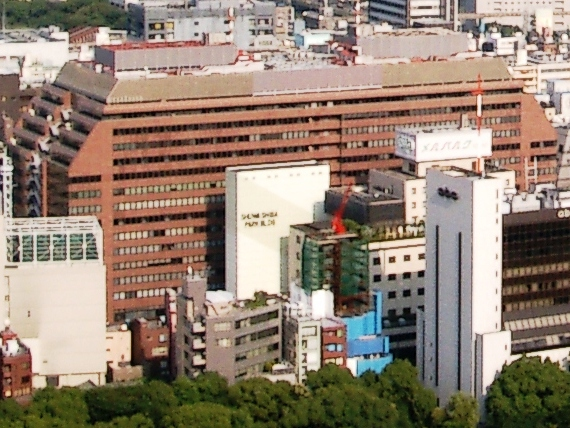
秀和芝パークビル

  - 1月24日 - 第1回大阪女子マラソンに協賛[266]。
  - 1月 - 「オレンジ合衆国」発足[267]。ユニード・マルエツ・CGCなどが参入し、ダイエーグループの象徴となる。
  - 3月 - 比較的高級な衣料品・服飾雑貨のプライベートブランド「ザ・ベスト」の販売を開始[268]。
  - 3月 - 「株式会社プチ・プランタン」のチェーン展開を開始[268]。
  - 4月 - 碑文谷店に「セント・マイケル・ショップ」1号店を開店[269]。
  - 5月1日 - ハワイ・アラモアナショッピングセンターを取得。
  - 5月 - 自社カード会員向け情報誌「CON・COM」の発行を開始[270]。
  - 5月 - 「株式会社サウンドワールド」を設立[270]。
  - 5月 - 「株式会社朝日ハウジングサービス」を設立[270]。
  - 6月 - 「株式会社セントラルハウジング」を設立[271]。
  - 6月 - 「株式会社ミルキーウェイ」（ファミリーレストラン）を設立[271]。
  - 6月 - 外食グループが第一ホテル・伯養軒と提携[271]。
  - 7月 - 「株式会社天栄」（中華料理ディナーレストラン）を設立[272]。
  - 8月 - 「浜松町オフィスセンター」を開設[273]（芝パークビル・港区芝公園2丁目、通称「軍艦ビル」）。
  - 8月 - 「株式会社グリーンワールド」を設立[273]。
  - 8月 - 「株式会社タイヨー」と業務提携[273]。
  - 10月20日 - 100％出資で資本金20億円の「（初代）株式会社神戸セントラル開発（こうべセントラルかいはつ）」を設立[274]。
  - 10月 - 「ササイ」とフランチャイズ契約を締結[275]。
  - 10月 - 「清水屋」と業務提携[276]。
  - 10月 - 「株式会社神戸セントラル開発」を設立[276]。
  - 11月 - 「ダイエードラッグ」を設立[277]。
  - 11月 - プライベートブランド「カット＆プライス」（健康志向食品）発売[277]。
  - 11月 - 女子バレーボール部設立[277]。
  - 12月 - 東京・池袋に天津料理店「天一坊」を開店[278]。
  - 東武とタイヨーと資本・業務提携[279]。
- 1983年（昭和58年）
  - 1月 - 「中内育英会」を設立[280]。
  - 2月 - 「ダイエーコミュニケーション株式会社」を設立[281]。
  - 2月 - 「朝日クレジット」が「株式会社丸興」と資本・業務提携[281]。
  - 2月 - 「あさくま」と業務提携[282]。
  - 3月 - 「株式会社ダイテック」を設立し、コンピューターグラフィックス事業に参入[283]。
  - 3月 - 陸上競技部設立[283]。
  - 4月 - 陸上競技部を設立[284]。
  - 5月 - 多目的カード「オレンジメンバーズカード」を発行し、既存のカードを統一[285]。
  - 7月 - 八千代流通センターを開設[286]。
  - 7月 - クラウンの株式を売却し、家電製造から撤退[286]。
  - 8月 - 「株式会社流通システムサービス」を設立[287]（現・富士ソフトディーアイエス、情報処理等）。
  - 8月 - レンタル事業に参入[287]。
  - 8月 - 「株式会社プランタン銀座」を設立[287]。
  - 9月 - 「山一證券」と業務提携[288]。
  - 9月 - 夕食材料の宅配事業に参入[288]。
  - 10月 - プライベートブランド「リブニー」（キッチンコーディネイト商品）発売[289]。
  - 11月 - 東京食品センターを開設[290]。
  - 12月19日 - 「酒田大沼」と業務提携[291]。
- 1984年（昭和59年）
  - 1月14日 - プランタンなんばをエスカールビル内に開店[292]。
  - 3月[293] - おおとり店で食品POSシステムの導入を開始[256]。
  - 3月 - 「ほっかほっか亭」と業務提携[294]。
  - 4月27日 - プランタン銀座を開店[295]。
  - 7月1日 - 株式会社丸興と朝日クレジット株式会社が合併[296]（1987年（昭和62年）9月1日に商号を「株式会社ダイエーファイナンス」へ変更[297]）。
  - 9月 - 福祉衣料のプライベートブランド「JIRITSUESTABLISH」を発売[298]。
  - 9月1日 - 本店を神戸市中央区港島中町四丁目1番1号に移転。
  - 9月1日 - プライベートブランド「ニューセービング」発売（「ノーブランド」と「セービング」を統合）。
  - 9月 - プライベートブランド「愛着仕様」を発売[299]。
  - 10月 - 抵当証券事業に進出[300]。
  - 11月 - 神戸市西区に「ダイエー厚生年金基金総合スポーツセンター」が竣工ザ[301]。
  - この年、金剛店と光明池店で雑貨POSシステムの導入を開始[256]。
- 1985年（昭和60年）
  - 2月 - 「ほっかほっか亭」の株式の15％を取得[302]。
  - 3月1日 - ららぽーと店1階に植物工場を開設し、店内栽培の野菜の販売を開始[303]。
  - 3月1日 - 「V革作戦」開始。
  - 3月6日 - 「株式会社アドバンスド・デパートメントストアーズ・オブ・ジャパン」を設立[253]。
  - 3月17日[304] - 国際科学技術博覧会にダイエー館「詩人の家」出展[305]。
  - 3月25日 - 「株式会社日本流通リース」を設立（総合リース業）[306]。
  - 3月 - 衣料品POSシステムをダイエー全店で導入開始[307]。
  - 6月17日 - 生活便利マガジン「オレンジページ」創刊[18]。
  - 6月28日 - バンドール1号店「エキゾチックタウン店」を開店[308]。
  - 9月3日 - ダイエー向ケ丘店の敷地内に「レッドルースター」1号店「向ケ丘店」を開店[309]。
  - 9月 - プランタン三宮・プランタンなんばをダイエーに移管して直営化[310]。
  - 9月 - プランタン新さっぽろを北海道ダイエーに移管[311]。
  - 9月 - 吾嬬店を「セイフー」に移管[312]。
  - 11月20日 - 主婦による下着の訪問販売を開始[313]。
  - 11月 - 「ダイエーリアルエステート」を設立[314]。
  - 12月18日[306] - 「モルガン・グレンフェル」と業務提携して「ダイエー投資顧問」を設立[315]。
  - 12月 - 「第一建設工業」が「竜野開発」を合併[316]。
  - この年、 おおとり店で全店POSシステムの導入を開始[256]。
- 1986年（昭和61年）
  - 1月 - 「ディッパーダン」が豆腐アイスクリーム専門店「トフティー」1号店を東京・八重洲に開店[317]。
  - 2月 - 「オ・プランタン・ジャポン」を清算[310]。
  - 3月 - クローガー社と共同開発した「ニュークローガー食品」を発売[318]。
  - 5月29日 - プライベートブランド「ディナーマーム」（調理済オーブンレンジ商品）発売。
  - 7月 - グループ全体の統一顧客データベースを完成[319]。
  - 12月 - 西宮と船橋のコンピューターセンターと全国の店舗を繋ぐ高速専用回線が完成[320]。
  - 12月 - 新松戸店でフルラインPOSシステム「IBM4680」の試験導入を開始[広報 7]。
- 1987年（昭和62年）
  - 2月 - 会社更生法の適用を申請していた、ミシンメーカーのリッカーの再建支援を引き受ける。
  - 株式会社ディッパーダン・アイスクリーム・ジャパンと株式会社キャプテンクックが合併。
  - 3月10日 - プライベートブランド「アザド」（1人暮らしのための88品目など）発売[321]。
  - 3月 - フルラインPOSシステム「IBM4680」の本格導入を開始[広報 7]。
  - 4月 - プライベートブランド「ニューキャプテンクック」発売[322]。
  - 9月1日 - 子会社のダイエーマートからディスカウントストア「Dマート」3店舗を継承[323]。
  - 10月 - ダイエーの子会社として株式会社 エックスワン設立。
  - 11月20日 - ダイエー近江八幡店を開店[324]。業界初の全都道府県出店を達成（FC店を含む）[325]。
  - 12月10日 - 「ダイエーリアルエステート」が東京明治通りに複合商業施設「ステーションパーク」1号店を開店[326]。
- 1988年（昭和63年）
  - 3月1日 - 「ローソン・ジャパン」が「サンチェーン」を吸収合併し、「ダイエー・コンビニエンス・システムズ」へ商号を変更[327]。
  - 3月 - 東京・渋谷にアスレチッククラブ「オレンジワン」1号店を開設[328]。
  - 4月6日 - 流通科学大学開校[329]。
  - 7月 - VISA・マスターカードと提携し、OMCカードを国際カード化[330]。
  - 9月 - 新神戸オリエンタルシティC3オープン。OPAのルーツとなる新神戸オリエンタルパークアベニューが誕生。
  - 9月 - 南海電気鉄道からプロ野球「南海ホークス」の経営権を20億3000万円で譲り受けることを決定。
  - 10月1日 - ダイエーグループ福祉会発足。
  - 11月1日 - 福岡ダイエーホークス (FDH)が発足[331]。当初の本拠地は1978年までライオンズの本拠地だった平和台球場[332]。
- 1989年（平成元年）
  - 7月3日 - 福岡オフィスセンター設置。
  - 11月23日 - ハイパーマート1号店「釧路店」を開店[333]。
  - 12月 - 光分解性ポリ袋を開発[334]。

### 1990年代
- 1990年（平成2年）
  - 2月 - 長期売上仕入POSシステムの導入を開始[335]。
  - 6月 - 鶏卵パックに再生紙容器の導入を開始[336]。
  - 7月 - 「ドーナツアーツ」として展開していたドーナツチェーン事業から撤退[337]。
  - 8月 - 味の素と折半出資で設立した「ジャンニーノ・ジャパン」がイタリア・ミラノの「ジャンニーノ」と業務提携し、イタリア料理「ジャンニーノ・ギンザ」を開店[337]。
  - 9月26日 - 消費者志向優良企業として通産大臣表彰を受ける[338]。
  - 10月 - 「フォルクス」が牛丼持ち帰り店「ビーフカップ」1号店を大阪吹田市に開店[339]。
  - 11月 - 「ビッグボーイ」をファミリーレストランからステーキレストランへ業態転換[340]。
  - 11月 - 1991年4月からの牛肉輸入自由化に対応し、輸入牛肉を大規模に取り扱う専門店「ミートパビリオン」（1991年（平成3年）2月7日に「カンザスシティ」に改称）を三宮第一店に設置[341]。
- 1991年（平成3年）
  - 1月2日 - OMCエコロジーカード発行[342]。
  - 1月 - 「お買物袋スタンプカード」を導入[334]。
  - 1月 - 「お買物袋持参運動」を開始[336]。
  - 1月 - 「フォルクス」が牛丼レストラン「ビーフカップ」を関大前店に開店[343]。
  - 3月1日 - 「北海道ダイエー株式会社」を吸収合併[344]。
  - 3月28日 - セービング商品の見直しとパッケージデザインを変更[345]。
  - 4月 - 和食店「蔵椀」1号店を横須賀市に開店[346]。
  - 7月5日 - 当社店頭での「OMCカード」の即時発行を開始[347]。
  - 7月25日 - 空き缶プレスカー「ぷれすくん」導入[348]。
  - 8月 - 「北海道旅客鉄道株式会社」と合弁で資本金5億円で「株式会社北海道JRダイエー」を設立[349]。
  - 8月 - 商品受発注をグループ各社でJANコードに統一[350]。
  - 9月 - 地球環境部を設置[334]。
  - 10月 - 子会社の「株式会社関西ユニード」・「株式会社酒田ダイエー」・「株式会社名東ショッピング」の店舗（富雄店・酒田店・メイトピア店）を譲受し、これら3社を清算。
- 1992年（平成4年）
  - 3月4日 - 「株式会社忠実屋」と業務提携。
  - 5月 - リクルートの発行済株式の3分の1を取得し、役員を派遣[351]。
  - 5月 - 再生紙50%の進物箱を開発[336]。
  - 7月 - 社会貢献部を設置[334]。
  - 8月21日 - JR北海道などと共同出資で「株式会社北海道ジェイ・アール・ダイエー」を設立[352]（出資比率は北海道旅客鉄道㈱が66%、㈱ダイエーが34%[353]。）。
  - 9月 - 鶏卵パックに再生A-PET容器の導入を開始[336]。
  - 10月1日 - 会員制ディスカウントストア1号店「Kou'S」の1号店、神戸ハーバーランドにダイエーが開店した「ハーバーランドシティ」内「Kou'Sホールセールメンバーシップクラブ」として開店[354]（当時は直営）。
  - 10月 - 「株式会社ダイエーコンビニエンスシステムズ」がコンビニエンスストアチェーンの「パコール」を買収[355]。
- 1993年（平成5年）
  - 1月 - スーパーの「丸久」とフランチャイズ契約を締結[356]。
  - 2月22日 - 「蔵椀」が牛丼店「神戸らんぷ亭」1号店を東京・恵比寿に開店[357]。
  - 3月1日 - 日本ドリーム観光を吸収合併[358][359]。
  - 3月1日 - 「株式会社ツインドームシティ」が「株式会社ハカタベイ・オリエンタル・ホテル・アンド・リゾート」を設立[360]。
  - 3月 - アウトレット業態1号店として「オフプライス館さんのみや」を開店[361]。
  - 4月2日 - プロ野球団取得の後に発表していた福岡ツインドームシティ構想の一環である、開閉式ドーム「福岡ドーム」が開業[362]。平和台球場に代わり福岡ダイエーホークスの本拠地となる。
  - 6月17日 - 「プランタン甲子園」開業[363]。
  - 10月10日 - 視覚障害者の買い物同伴サービスを開始[364]。
  - 10月 - 牛丼店「神戸らんぷ亭」の営業権を「蔵椀」から「神戸らんぷ亭」に譲渡[365]。
  - 11月1日 - 「阪神運輸倉庫株式会社」が「株式会社ジャパン・カーゴ・システムズ」と「株式会社セントラルコールドチェーン」から営業譲渡され、「株式会社ダイエー・ロジスティクス・システムズ」に商号を変更[366]（現：ロジワン）。
  - 11月1日 - 「西村」の営業権を「函館ダイエー株式会社」に譲渡[367]。
  - 11月15日 - 「函館ダイエー株式会社」を｢北海道スーパーマーケットダイエー｣に社名を変更し、本社を函館市から札幌市厚別区厚別東に移転[367]。
- 1994年（平成6年）
  - 1月 - 「味の素」と包括提携[368]。
  - 2月 - 丸紅と包括提携[369]。
  - 3月1日 - 「株式会社ダイエー」が、「株式会社忠実屋」（首都圏）・「株式会社ユニードダイエー」（九州）・「株式会社ダイナハ」（沖縄県）を吸収合併し、SMでの日本初のナショナルチェーンを完成させる[370]。
    - 忠実屋との合併を機に、同社との取引を継承する形で松下電器産業との取引を再開。ダイエー・松下戦争の終焉。

  - 3月 - 大中とマルシェが合併し、「株式会社マルシェ」となる[371]。
  - 3月1日 - 丸紅と合弁で「株式会社ディー・エム・インターナショナル」を設立[372]。
  - 3月1日 - 棒二森屋の営業を「株式会社アドバンスド・デパートメントストアーズ・オブ・ジャパン」に譲渡[373]。
  - 3月29日 - 「株式会社ディー・エム・インターナショナル」が東京・自由が丘に「クラブツリーアンドイヴリン」1号店を開店[374]。
  - 6月30日[375] - ダイエーグループが50%を出資して資本金10億円で「神戸オレンジサッカークラブ」として設立[376]。
  - 9月1日 - 「株式会社ダイエーファイナンス」・「株式会社朝日トラベルエージェンシー」・「リッカー株式会社」の3社が合併し、「株式会社ダイエーオーエムシー」発足[377]（のちのオーエムシーカード→セディナ→SMBCファイナンスサービス、現：三井住友カード）。
  - 9月 - 靴専門店のアクセルの営業権をコルドバに譲渡[378]。
  - 9月 - 「株式会社ダイエーレジャーランド」がスポーツ施設運営の「ドリームスポーツ」と「レガシー」を吸収合併して「株式会社ダイエーレジャーランド」となる[378]。
  - 10月 - 「金沢八景プランタン」を直営化し、運営子会社「ショッパーズプランタン横浜」の営業損失約50億円を貸倒引当金に計上[379]。
  - 11月1日 - 「株式会社北海道ジェイ・アール・ダイエー」が第1号店として函館本線星置駅に直結した星置店を開店[380]。
  - 11月 - 「株式会社パシフィック・スポーツ」の営業を他の子会社に譲渡し、清算[379]。

- 1995年（平成7年）

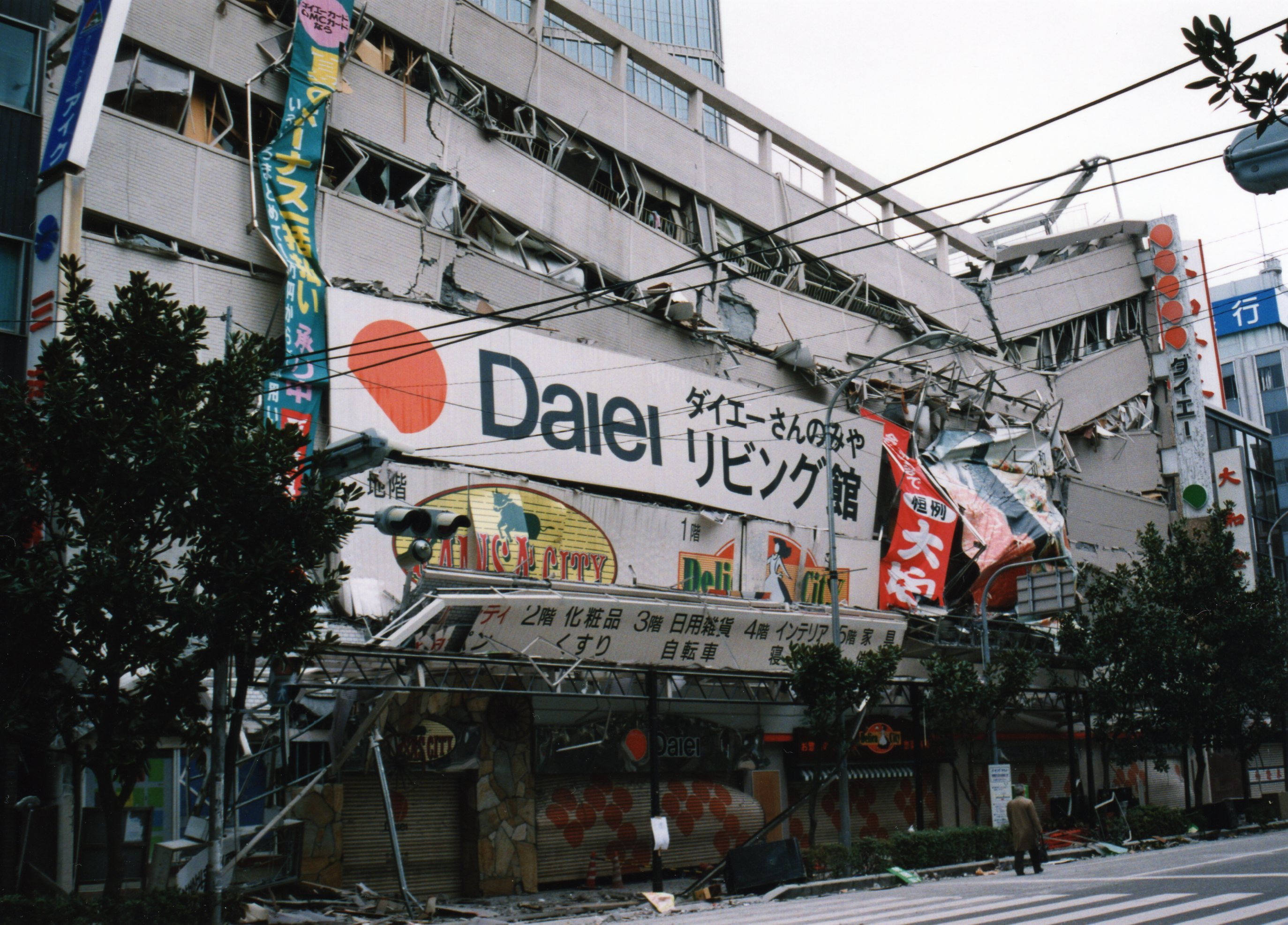
三宮地区の店舗を中心に大きな被害を受けた。写真は震災翌日に撮影された三宮第一店
（神戸市、阪神・淡路大震災「1.17の記録」 から）

  - 1月1日 - ハーバーランドシティが、流通大手初の元旦営業開始[381]。
  - 1月17日 - 阪神・淡路大震災発生。被災して三宮など8店舗が倒壊し[382]、倒壊を含めて兵庫県下11店舗が営業不能となった[383]。震災当日と翌日は連休を予定していたが開店できる店舗から臨時営業を開始し[384]、部分営業または[384] 駐車場などで生活必需品を販売する臨時店舗を開設した[385]。本体だけで約500億円の損失を出した[386]。特に、三宮の「ダイエー村」は、この震災で事実上消滅した。震災翌日には、建物が新しく被害の小さかった灘店が被災地のキー店舗の機能を果たすようになっていた。グループの建物で被害が小さく済んだ建物に、被災者の求める商品を扱う小売店舗を出店した。
  - 1月27日 - 「新神戸OPA」が神戸市内のダイエーグループ大型店としては最初に通常営業を再開[387]。
  - 1月30日 - 「がんばろや We Love KOBE キャンペーン」を開始[388]。
  - 2月23日 - 神戸市中央区浜辺通6丁目の三井倉庫に「三宮南店」を開店[389]。
  - 3月30日 - プライベートブランド「AMPM」メンズビジネススーツ発売。
  - 4月22日 - 被災していた「プランタン神戸本館」が、「三宮駅前店」に業態転換して新装開店[390]。
  - 4月28日 - 「シーホークホテル&リゾート」を開業[391]。
  - 4月 - ホークスタウンを開業（当初は福岡ドームとシーホーク・ホテル&リゾート（現ヒルトン福岡シーホーク）のみだったが、2000年に商業施設が「ホークスタウンモール」としてオープンした）。
  - 4月 - マルエツとの共同仕入を開始[392]。
  - 5月 - 「ダイエーフォートエンタープライズ」が「55分DPEステーション」のフランチャイズ展開を開始[393]。
  - 8月24日 - Kou'sポートアイランド店24時間営業開始。
  - 6月1日 - 「株式会社ダイエーオーエムシー」が「青いローソンカード」の発行を開始[394]。
  - 7月17日 - 支援する「思川観光株式会社」と「株式会社小山ゆうえんち」の更生計画が認可される[395]。
  - 9月1日 - 「プランタン甲子園」を経営の効率化のため直営化し、「ダイエー甲子園店」に名称変更[396]。
  - 9月1日 - 「株式会社十字屋」が「株式会社ダイエー・アゴラ」を吸収合併[397]。
  - 10月1日 - 中国初出店の大栄天津商場店開店[398]。
  - 10月3日 - 「OMCカード」で食品売場のサインレス決済を全店に導入[399]。
  - 11月15日 - 「キャプテンクック」が持ち帰り惣菜店1号店・「きゃぷてんクック」江古田店を東京・練馬区に開店[400]。
  - 12月15日 - 松下電器産業との関係が正常化することで合意したと発表[401]。
- 1996年（平成8年）
  - 1月1日 - ダイエー335店舗で元旦営業[402]。
  - 1月24日 - ダイエーのプライベートブランドが「プライベートブランド製造業者協会」からサルート·トゥ·エクセレント賞（優秀杯賞）を受賞[403]。
  - 1月31日 - 「酒のスーパー三宮店」を開店[404]。
  - 2月1日 - 業態別に準分社化したカンパニー制度を導入。
  - 2月1日 - 「チケットLAWSON」で販売した各種チケットの発券を開始[405]。
  - 3月1日 - 忠実屋からトポス静岡店の営業権を譲受[406]。
  - 3月1日 - 当社が60％で丸紅が40％を出資してガソリンスタンド運営の「株式会社ディー・エム・ガスステーション」を設立[407]。
  - 3月1日 - 減農薬野菜「すこやかベジタ」のみを使用した袋入りカット野菜「すこやかサラダ」を発売[408]。
  - 3月1日 - 「株式会社ダイエーレジャーランド」が「株式会社オリンピックスポーツ」のスポーツクラブ部門19店舗の営業を譲受[409]。
  - 3月 - 「株式会社ロベリア」が「ジョセフ・マグニン・ジャパン株式会社」を吸収合併して「株式会社ロベリア」となる[378]。
  - 3月29日 - 「株式会社ディー・エム・インターナショナル」が香りをテーマに自然化粧品と食品を扱う専門店「クラブツリー&イヴリン」1号店を東京・自由が丘に開店[410]。
  - 4月1日 - ダイエーオーエムシーがリボ払い専用カードの「OMCリボカード」の発行を開始[411]。
  - 4月5日 - キャラクターグッズ専門店「ワーナー・ブラザース・スタジオ・ストア」の1号店・新宿店を新宿駅東口のアルタ隣接地に開店[412]。
  - 4月30日 - 「株式会社ダイエーオーエムシー」が特定債権流動化法に基づき、日本初のクレジットカード債権の流動化を実施[413]。
  - 6月1日 - 「株式会社ダイエーコンビニエンスシステムズ」が「株式会社ローソン」に商号を変更[414]。
  - 6月30日 - 「株式会社ディー・エム・ガスステーション」のガソリンスタンド1号店「ディー・エム・ガスステーション松本店」をダイエー松本店の敷地内に開店[415]。
  - 6月 - ダイヤンのスポーツ用品チェーン事業をダイエーに移管[378]。
  - 7月19日 - 「上海華連集団公司」との合弁会社で上海市にローソン中国1号店を開店[416]。
  - 7月 - 当社が70％、丸紅が30％を出資して資本金9000万円で「株式会社デイリートップ東日本」（豆腐製造）を設立[417]。
  - 8月 - 「株式会社ダイエー・メディア・ソリューションズ」を設立[418]。
  - 9月1日 - カンパニー制を導入[419]。
  - 9月1日 - 「株式会社トウア」の4店舗の営業権を「株式会社セイフー」に譲渡[420]。
  - 10月1日 - マルエツの白岡生鮮加工センター・浦和加工センター・佐倉加工センターを「株式会社ダイエーロジスティックスシステムズ」に移管して従業員も移籍し、物流業務を委託[421]。
  - 10月10日 - FC提携店を含む全店で買物介助サービスを車椅子・松葉杖の顧客にも拡大[422]。
  - 11月29日 - パソコン専門大店1号店の「メディアバレー町田店」を開店[423]。
- 1997年（平成9年）
  - 3月1日 - 「オレンジフードコート」を設立し、「ウェンコジャパン」から「ドムドム」の営業を継承[424]。
  - 3月8日 - ホームファニシング専門大店「ディーズ ホームショップ」を開店[425]。
  - 4月20日 - 「ディーシーアイ」が米国「スパーロ」とフランチャイズ契約を締結し、カフェテリア形式のイタリア料理店「スパーロ」国内1号店を東京・原宿に開店[424]。
  - 5月15日から31日 - ヤオハンジャパンから譲受した16店舗をダイエーグループの店舗として新装開店[426]。
  - 5月30日 - 「スパーロ」の運営会社として「スパーロジャパン」を設立[427]。
  - 6月1日 - ホログラム入り新商品券を導入[428]。
  - 7月18日 - 「株式会社ローソン」が沖縄県へ出店し、コンビニエンスストア業界初の47都道府県への出店を達成[429]。
  - 10月4日 - ダイエーオーエムシーを含む当社グループ参画したが神戸市の三宮およびハーバーランドでのSCJによるICカードおよび電子マネーの実験が開始[430]。当実験の為1万人のモニター会員にICチップ付きクレジットカードの「OMC・ICカード」を発行[431]。
  - 10月30日 - 「株式会社ダイエーオリンピックスポーツクラブ」を設立[432]。
  - 11月27日 - 当社初のモール型ショッピングセンターとしてた「ショッパーズモール屋島」を開店[433]。
  - 12月17日 - （初代）株式会社神戸セントラル開発[注 7]は商号を変更して「株式会社ダイエーホールディングコーポレーション」として改正独占禁止法の施行後初の持株会社（中間持株会社）となり[435]、サービス・外食・不動産事業などの40社を同社の傘下とする[436]。中内㓛がグループCEO、長男の中内潤がCOOに就任。
  - 全店で聴導犬受け入れ開始。
- 1998年（平成10年）
  - 1月 - 陸上部、女子バレーボール部休部発表。
  - 1月30日 - 食品SM業態「グルメシティ」1号店諏訪インター店を開店[437]。
  - 2月 - 「奈良ドリームランド」の土地と建物を「株式会社ドリームパーク」に譲渡[438]。
  - 3月1日 - 食品SM業態の店舗を「グルメシティ」に改称[439]。
  - 3月1日 - 「株式会社ダイエーフォートエンタープライズ」が「株式会社ダイエーフォト」に社名を変更[440]。
  - 3月1日 - 「株式会社ダイエーレジャーランド」から「株式会社ダイエーオリンピックスポーツクラブ」にスポーツクラブ事業を譲渡[432]。
  - 3月 - 陸上部「オレンジランナーズ」休部。
  - 3月8日 -女子バレーボール部 オレンジアタッカーズ2度目の日本一 Vリーグ優勝
  - 4月1日 - 「株式会社北海道JRダイエー」のGMS星置店の建物と営業資産を譲受し[349]、同月8日に直営店として新装開店[441]。
  - 4月3日 - ホームページ「d'club」開設。
  - 4月30日 - ディックファイナンスの保有株式約90％全てをアソシエイツに譲渡[442]。
  - 5月5日 - 女子バレーボール部オレンジアタッカーズ皇后杯黒鷲旗全日本選手権優勝
  - 5月31日 - 女子バレーボール部オレンジアタッカーズ休部
  - 6月1日 - 日本バレー界初のプロチーム・オレンジアタッカーズ誕生（DCCのオレンジアタッカーズ事業部）
  - 6月11日 - 鮮魚半調理品のプライベートブランドの「魚&菜（さかな）」を発売開始[443]。
  - 9月1日 - カラートレーの回収実験を開始[444]。
  - 9月23日 - ダイエーグループ各店で5%割引の「ダイエーOMCカードご優待デー」を開始（毎月23日に実施）[445]。
  - 11月1日 - （2代目）株式会社神戸セントラル開発が「株式会社ツインドームシティ」と合併して「株式会社福岡ドーム」となる[446]。
  - 11月24日 - ダイエーOMCのCD（キャッシュディスペンサー）を三和銀行に開放し、「キャッシュネットワークサービス」の提供を開始[447]。
  - 11月29日 - ローソン全店でJCBとVISAカードの取扱いを開始[448]。
  - 12月9日 - 耳や言葉の不自由な人向けの「NTT電話お願い手帳」を店舗に設置し、購入商品の無料配達や障害者専用駐車区画の対象を妊産婦まで拡大[449]。
- 1999年（平成11年）
  - 1月20日 - 1999年2月期中間決算の最終赤字への転落を受けて、味の素社長を務めた鳥羽董（ただす）が副社長から社長に、中内㓛は会長に就任[450]。
  - 3月 - 東北スーパーマーケットダイエーが発足[451]。
  - 2月26日 - 1人暮らし向けインテリアのプライベートブランドの「クールカジュアル」と「ウォームカジュアル」を発売[452]。
  - 3月25日 - ダイエーグループ再生3ヵ年計画発表[453]。
  - 3月30日 - 経営不振の責任を取り、中内潤代表取締役副社長が取締役に降格[454]。
  - 4月30日 - 「ほっかほっか亭総本部」をプレナスに売却[455]。
  - 7月 - ハワイのアラモアナ・ショッピングセンターを「ゼネラル・グロース・プロパティ」に売却[456]。
  - 7月19日 - 全店で介助犬の受け入れ開始[457][458]。
  - 7月31日 - 希望退職募集し、802名が応募[459]。
  - 8月1日 - ハイパーマート26店舗を、直営から株式会社ダイエー・ハイパーマートに譲渡し、12店舗はGMSに業態転換[460]。
  - 9月17日 - 「株式会社ダイエーフォト」の株式140万株を「富士写真フイルム株式会社」などに売却して保有比率が36.03%に低下し、子会社から外れる[461]。
  - 9月25日 - 福岡ダイエーホークスがリーグ初優勝[462]。
  - 10月7日 - 横浜市戸塚区に東戸塚店を開店[463]。東戸塚西武百貨店と共に「オーロラシティ」の核店舗として出店し[463]、大型商業施設で世界初となる視覚障害者向け音声情報案内システム「トーキングサイン」を導入[464]。
  - 10月7日 - 減農薬野菜・米を使用した「すこやか育ち」ブランドの惣菜を導入[465]。

### 2000年代
- 2000年（平成12年）
  - 3月1日 - 「プランタン新さっぽろ」「プランタンなんば」を「カテプリ新さっぽろ」「カテプリなんば」に転換。
  - 3月2日 - 日本初のサーキットモール型ショッピングセンターのショッパーズモール泉佐野を開業[466]。
  - 3月27日 - 郵貯ICキャッシュカードと一体型のICクレジットカード「OMC郵貯ICカード」の発行を開始[467]。
  - 4月17日 - 成増店（東京都板橋区）の成増オフィスセンターに本社機能の一部を移転[468]。
  - 5月 - 久光製薬がオレンジアタッカーズとスポンサード契約。チーム経営はDCC（ダイエーコミュニケーションズ）から久光製薬に。DCCは清算。
  - 7月26日 - 「ローソン」が東証一部と大証一部に上場[469]。
  - 9月 - ジョイント事業をロベルトに営業譲渡。
  - 9月1日 - 「株式会社ダイエー・ハイパーマート」の22店舗を移管して「株式会社ディー・ハイパーマート」に統合[470]。
  - 9月7日 - 88円均一のプライベートブランド『暮らしの88』を発売開始[471]。
  - 10月10日 - 中内代表取締役会長が辞任し、取締役最高顧問に。鳥羽社長が、自身の保有株式の売買に絡むインサイダー取引疑惑から引責辞任し、取締役に降格[472]。高木邦夫が社長含みで顧問に就任。
  - 11月20日 - 「ワーナー・ブラザースコンシューマープロダクツ」と「タイムワーナーエンターテイメントジャパン株式会社」との合弁事業を解消[473]。
  - 11月24日 - 修正再生3ヵ年計画（フェニックスプラン）発表[474]。
  - 11月30日 - 不動産賃貸業の「株式会社ドリームツエンティワン」とジーンズ専門店の「株式会社ジョイント」を解散[473]。
  - 12月 - 「株式会社ダイエーホールディングコーポレーション」保有のダイエー店舗などの不動産13件の所有権・信託受益権を完全子会社「株式会社オレンジエステート」に移管[475]。
  - 12月 - ニコニコ堂と業務提携（2002年6月11日に提携解消）。
  - 12月31日 - 「カテプリなんば」閉店。
- 2001年（平成13年）
  - 1月30日 - 中内㓛がグループの職を全て辞任し、ダイエーからリクルートに移籍していた高木邦夫新社長の下で新体制が発足。
  - 1月31日 -  「朝日ファイナンスサービス株式会社」と「株式会社ディー・ジー・ビー」の株式を「株式会社ダイエーホールディングコーポレーション」から買収し、両社を完全子会社化[475]。
  - 2月28日 - サカエ（現在のグルメシティ近畿の前身となる、別の法人）の株式76%を、マルナカ興産（中内一族の資産保有会社）から取得。
  - 3月15日 - マルエツの株式10%を丸紅の子会社「株式会社丸紅フーズインベストメント」に売却[476]。
  - 3月29日 - 1000名の希望退職者を募る。
  - 6月11日 - 成増オフィスセンターを閉鎖し、浜松町オフィスセンターに移転・再統合[477]。
  - 6月15日 - 店内で買物可能な持ち帰り用買物カゴ「エコロジーバスケット」を本格的に発売[478]。
  - 7月1日 - 「株式会社ダイエーフォト」が「株式会社55ステーション」に社名を変更し、本店を東京都港区赤坂に移転[479]。
  - 7月9日 - 「株式会社ダイエー情報システム」と「富士ソフトエービーシ株式会社」が資本・業務提携することで両社と合意[480]。
  - 8月 - ローソン株式を売却によりグループの持ち株比率が約1.7％となり、関連会社から外れる[481]。
  - 9月15日 - 甲子園店と大宮店を専門店を集積した新業態「カテゴリーバリューセンター」に業態転換[482]。
  - 11月19日 - 直営全店にポイントカード「DonDon・たま～る」を導入[483]。
  - 12月27日 - オレンジページ株式を売却[484]。
  - 優先株9000万株を発行し、資本金増強。
- 2002年（平成14年）
  - 1月 -  「株式会社エー・エス・エス」の全株式を「カーライル・グループ」に売却することを決定[485]。
  - 1月11日 -  「銀座OMCビル」を「株式会社ダヴィンチ・アドバイザーズ」が運営するファンドに売却することを決定[486]。
  - 1月18日 - 新3ヵ年計画の概要を発表[487]。
  - 1月25日 -  「株式会社ダイエー銀座ビル」の全株式を「シャネル」に売却することを決定[488]。
  - 1月29日 -  「株式会社マルコー」の全株式を投資会社「シュローダー・ベンチャーズ」に売却することを決定[488]。
  - 2月12日 -  「株式会社ダイエーオリンピックスポーツクラブ」の全株式をコナミの子会社「コナミスポーツ株式会社」に売却することを決定[489]。
  - 2月14日 -  「株式会社ラスコーポレーション」の全株式を「ビジョン・キャピタル・コーポレーション」の運営する投資ファンドに売却することを決定[490]。
  - 2月27日 - 約100店舗の閉鎖を含むダイエーグループ「新3ヵ年計画」発表[491]。
  - 3月1日 - 「株式会社サカエ」が「丸栄商事株式会社」と「株式会社ミドリ」を合併[492]。
  - 3月21日 - プライベートブランドの「セービング」をリニューアルして発売開始[493]。
  - 4月26日 - 産業活力再生特別措置法認定[494]。
  - 5月 - 「株式会社イチケン」の発行済み株式の15%を「東洋テクノ株式会社」に売却して浅野昌英社長が退任し、関連会社から外れる[495]。
  - 6月14日 - プランタン銀座株式を売却[496]。
  - 7月1日 - 物流子会社「株式会社ダイエー・ロジスティクス・システムズ」のコンビニエンスストア事業部門を「三菱商事株式会社」の子会社「株式会社エフエスエヌ」に譲渡[497]。
  - 7月22日 - 「株式会社キャプテンクック」の発行済み株式の95%を病院給食大手の「ソデッソジャパン株式会社」に売却[498]。
  - 8月 - ハイパーマート、Kou's事業から撤退[499]。
  - 7月1日 - 物流子会社「株式会社ダイエー・ロジスティクス・システムズ」を「株式会社ロジワン」に社名変更[500]。
  - 8月19日 - 主力取引銀行のUFJ銀行・三井住友銀行・みずほコーポレート銀行が1700億円の債権放棄と2300億円の債権の株式化（デッドエクイティスワップ）を実施[501]。
  - 9月1日 - ディスカウントストア事業本部を新設[502]。
  - 11月 - 「東北スーパーマーケットダイエー株式会社」[503]・「株式会社プラザヒカミ」[504]・「株式会社ディー・ハイパーマート」・「株式会社ダイエー・ホールセールクラブ・コーポレーション」を解散[505]。
  - 12月6日 - 横須賀店にヤマダ電機を導入[506]。
  - 12月10日 - 「ハブ」の全株式を「村さ来」など加ト吉グループに売却することで合意[507]。
  - 12月 - 「株式会社ウェンコ・ジャパン」と「株式会社ビッグボーイジャパン」の全株式を「ゼンショー」グループに売却することを決定[508]。
- 2003年（平成15年）
  - 1月11日 - ヤマダ電機との提携を解消[509]。
  - 1月15日 -  「株式会社ホテルセントラーザ」・「株式会社神戸メリケンパークオリエンタルホテル」の全株式と「株式会社浦安中央開発」の新浦安オリエンタルホテルの資産を「ゴールドマン・サックス」に売却することを決定[510]。
  - 1月15日 -  「株式会社エックスワン」の全株式を「株式会社ヤマノホールディングコーポレーション」に売却[511]。
  - 2月 - 2003年（平成15年）2月期決算で売上高でイオンを下回り、国内スーパー業界2位に転落[11]。
  - 5月15日 - マルエツの高品質PB「フーデックス」の販売を関東・甲信越の直営店で開始[512]。
  - 5月 - 総合家電事業から撤退[513]。
  - 7月11日 - マルエツに全面委託する形で全面改装し、「ダイエー高尾店」をSSM「グルメシティ高尾店」に業態転換して新装開店[514]。
  - 9月30日 - 福岡ダイエーホークスが3年ぶり3回目のリーグ優勝。
  - 10月27日 - 福岡ダイエーホークスが4年ぶり2回目の日本一。
  - 12月2日 - 福岡ドームとシーホークホテル&リゾートをアメリカの投資持株会社コロニー・キャピタル社に、新神戸オリエンタルシティ·C3をアメリカの証券大手モルガン・スタンレー社に譲渡する契約を締結[515]。
- 2004年（平成16年）
  - 1月29日 -  エスカールなんばビルを松原興産に売却[516]。
  - 2月 - 新神戸オリエンタルシティC3を営業譲渡。
  - 3月 - 「株式会社福岡ドーム」、「株式会社福岡ダイエーリアルエステート」、「株式会社ホークスタウン」の事業を譲渡。
  - ダイエー開発商品『暮らしの88』を発売終了。
  - ダイエー開発商品『バリュー』（100円均一）を発売開始。
  - 8月10日 - UFJ銀行・三井住友銀行・みずほコーポレート銀行の主力3行が産業再生機構の活用を提案[24] 。
  - 10月12日 - 今後の経営方針について高木新社長が産業再生機構の支援を得ずに、自主再建で臨む方針を発表。
  - 10月13日 - 主力の取引銀行3社（UFJ・三井住友・みずほ）が、産業再生機構を利用しない場合は追加支援を行わない方針を強く示したため、同機構での再建に取り組むと苦渋の決断。産業再生機構への支援申し込みの事前申請。
  - 10月22日 - 高木邦夫社長と吉野平八郎会長がを辞任し、蓮見敏男を社長に選任[517] 。
  - 11月30日 - ダイエーの持つFDH株式98%を50億円でソフトバンクに譲渡することを決定（残り2%は元オーナー中内正が保有）。ダイエーは3年間、同球団を利用した特別セールを無料で行うことができるとした。
  - 12月24日 - プロ野球オーナー会議にてFDHのソフトバンクへの譲渡が承認。
  - 12月28日 - 産業再生機構はダイエーと傘下の11社（十字屋、キャナルシティ・オーパ、中合、サカエ、九州スーパーマーケットダイエー、日本流通リース、浦安中央開発、オレンジエステート、セリティーフーズ、デイリートップ、西神オリエンタル開発）の支援を正式決定。
- 2005年（平成17年）
  - 1月28日 - ソフトバンクにFDH株式を正式に譲渡[518]。
  - 2月1日 - 閉鎖・撤退の店舗のリストを公表、計53店舗が閉店対象になる。
  - 2月25日 - 「どん」に「株式会社フォルクス」の株式を売却[519]。
  - 2月 - 中国天津のスーパーを売却[520]。
  - 3月7日 - 支援スポンサーが「丸紅株式会社」、「株式会社アドバンテッジ・パートナーズ」に決定[26]。
  - 3月30日 - 前ビー・エム・ダブリュー東京社長の林文子が、代表取締役会長兼CEOに就任。
  - 3月31日 - 4004億2000万円の債務免除を受け、債務超過を解消[広報 8]。
  - 4月11日 - 傘下の55ステーションが、会社更生法の適用を東京地方裁判所に申請[521]。
  - 5月10日 - 産業再生機構などが当社の増資を引き受けて出資[広報 8]。
  - 5月26日 - 林文子会長・樋口泰行社長体制発足。
  - 8月31日 - 香里店が閉店（日本初の本格的郊外型ショッピングセンターとして開店）。
  - 7月1日 - 十字屋を株式交換で完全子会社化[広報 9]。
  - 9月1日 - 青果の鮮度と品質の改善を目指す「新鮮宣言」を発表[522]。
  - 9月8日 - CFSコーポレーションと運営指導を中心とする基本協定を締結[523]。
  - 9月19日 - 創業者の中内㓛が死去[524]。
  - 10月20日 - 「Daiei OMC Hawaii,Inc.」を清算[広報 10]。
  - 10月31日 - 9店（水戸店、金沢店、出屋敷店、垂水店、倉吉サンピア店、福山店、香椎店、グルメシティ渕上店、トポス千林店）を閉店[525]。
  - 11月20日 - 沖縄県の那覇店、浦添店が閉店、同時に沖縄県から完全撤退。
  - 11月30日 - この日までに北陸地方、四国地方から撤退。東北地方は仙台店、中国地方は、下関店のみとなる。
  - 11月 - 「株式会社ドリームパーク」を株式会社テンラッシュに譲渡[526]。
  - 12月1日 - 新ロゴマークを制定[527]。
  - 12月1日 - 北野田店に、北野田総合トレーニングセンターを開設[527]。
  - 12月10日 - 東京都世田谷区に新規業態の食品SM、「フーディアム三軒茶屋」を開店[528]。
  - 12月27日 - 完全子会社「株式会社新歌舞伎座」を株式会社リサ・パートナーズのSPC「有限会社新宿オーフォー」に譲渡[529][広報 11]。
  - 12月 - 完全子会社「神戸らんぷ亭」を「ミツイワ」に譲渡[530]。
- 2006年（平成18年）
  - 1月12日 - 「おいしいデリカ宣言」[531]。
  - 1月19日 - 湘南台店4階に、湘南台総合トレーニングセンターを開設[532]。
  - 1月26日 - ファーストリテイリング（ユニクロ）と業務提携[533]。
  - 2月8日 - ハワイ現地法人ダイエーUSAの全株式をドン・キホーテへ売却[534]。
  - 3月1日 - 「北海道スーパーマーケットダイエー株式会社」を「株式会社グルメシティ北海道」に、「株式会社セイフー」を「株式会社グルメシティ関東」に、「株式会社サカエ」を「株式会社グルメシティ近畿」に、「九州スーパーマーケットダイエー株式会社」を「株式会社グルメシティ九州」にそれぞれ商号変更[535]。
  - 3月 - 十字屋を会社分割し、「株式会社OPA」設立[広報 12]。
  - 3月 - 食品におけるダイエー開発商品の新ブランド「おいしくたべたい！」の発売開始[広報 13]。
  - 3月 - マルエツが当社経由の仕入を停止し、独自仕入に切り替え[536]。
  - 6月5日 - 本社機能を東京都江東区東陽2丁目2番20号東陽駅前ビルに移転[537]。
  - 6月8日 - プライベートブランドの「セービング」をリニューアルして発売開始[538]。
  - 7月1日 - 株式会社オレンジエステート・株式会社渋谷ツエンティワン・株式会社浦安中央開発・株式会社三宮中央開発・サン総合開発株式会社・新松戸中央開発株式会社・、株式会社セントラルコールドチェーン・千舟興産株式会社・株式会社富雄中央開発・ドリーム興産株式会社・株式会社ダイエーリーシングカンパニーを吸収合併[広報 14][注 8]。
  - 7月28日 - 丸紅が産業再生機構の保有する発行済み株式33.6%を全株取得する事で合意（同年8月4日付で異動）。
  - 7月 - 「株式会社ロイヤルクック」など3社を清算[広報 16]。
  - 8月4日 - 筆頭株主が産業再生機構から丸紅へ移動[広報 17]。
  - 8月 - 全売り場で利用可能で店舗間のポイントも合算可能なポイントカード「ハートポイントカード」の導入を開始[広報 13]。
  - 10月6日 - 9月1日付で丸紅から転籍した西見徹が代表取締役社長に就任[539]。
  - 10月13日 - 丸紅と共同で、イオン株式会社に対して2007年3月末までの独占交渉権を与え、ダイエーとイオンの資本・業務提携に関する検討を開始することで合意。
- 2007年（平成19年）
  - 1月16日 - 株式会社十字屋を吸収合併[広報 18]。
  - 3月9日 - 丸紅、イオン及びダイエーの3社間での資本・業務提携合意を発表[27]。提携時点の単純合算で、国内最大の流通連合となった。イオンの2008年2月期決算から当社が持分法適用関連会社となる[広報 17]。
  - 3月20日 - 「株式会社デイリートップ東日本」の株式を全て協同乳業に譲渡[417]。
  - 5月17日 - ダイエーグループ新中期経営計画策定。
  - 5月24日 - イオンの関係者が取締役に選任され、同社のその他の関係会社となる。
  - 9月20日 - 保有していたマルエツの株式をイオンに譲渡し、イオンが同社の筆頭株主となる[540]。
  - 10月 - イオンとの提携により、ダイエーで『トップバリュ』を扱う第1号として「24色カラーランドセル」を導入[541]。
- 2008年（平成20年）
  - 1月28日 - イオンが19.41％の議決権を保有する筆頭株主となる[542]。
  - 2月8日 - 信託期間の満了に基づき子会社のオーエムシーカードの株式を三井住友銀行へ売却、同社は持分法適用関連会社に移行[広報 19]。
  - 3月1日 - 商品企画部を廃止し、営業企画本部に移管[543]。
  - 3月20日 - 『トップバリュ』の本格導入を開始[544]。
  - 4月25日 - 「フーディアム」では初の当社直営店舗である「フーディアム多摩センター」を開店[545]。
  - 8月1日 - 大阪証券取引所、名古屋証券取引所、福岡証券取引所、札幌証券取引所上場廃止[2]。
  - 12月1日 - 旧・都城店を建て替えにより開業したイオンモールMiELL都城駅前（現・イオンモール都城駅前）の核店舗として、都城駅前店を開店[546]。業務提携後初めてイオングループのショッピングセンターに入居。
- 2009年（平成21年）
  - 5月1日 - 「株式会社ディーホールド」を吸収合併[広報 20]。
  - 9月1日 - 子会社のグルメシティ北海道及びグルメシティ九州の店舗を吸収分割にて承継[547]、19店を直営店舗化[548]。
  - 10月28日 - ISO14001を取得[548]。

### 2010年代
- 2010年（平成22年）
  - 6月25日 - クレジットカード情報不正取得をカード発行会社から不正取得の可能性を指摘される[549]。
  - 7月29日 - 大阪国税局から、250億円の申告漏れを指摘されていたことが判明[550]。
  - 9月20日 - 山口県の下関店を閉店して中国地方から完全撤退[551]。
- 2011年
  - 2月28日 - 「株式会社コルドバ」が全店の営業を終了[広報 21]。
  - 3月11日 - 全店舗営業中の14時46分に東日本大震災が発生。東北地方唯一の店舗である仙台店と、関東地方でも特に店舗の損壊が著しかった横浜西口店が、一時営業を休止。
  - 3月13日 - 仙台店が営業再開。仙台市内では震災2日後の時点で営業を再開している店は少なく、開店直前の時点で店頭には約3500人もの客が列を作った。
  - 7月31日 - 旗艦店の一つ、ショッパーズ福岡専門店街が建物の老朽化等を理由に閉店[552]。別棟のショッパーズ福岡店は営業を継続。
  - 8月4日 - 「ビッグ・エー関西」の第1号店として「住之江駅前店」を開店[553]。
  - 9月22日 - 生活用品のプライベートブランド「Livnee」を発売[554]。
  - 10月8日 - 2010年8月に建て替えのため一旦閉店した藤沢店を食料品と消費頻度の高い生活必需品で売場を構成するSSM業態のモデル店舗として再開店[555]。
- 2012年（平成24年）
  - 3月1日 - 子会社で紳士服の小売事業を行っていた株式会社ロベルトを吸収合併[広報 22]。
- 2013年（平成25年）
  - 3月 - 川崎市で自社専用米飯工場を本格稼働を開始[556]。
  - 3月27日 - イオンがダイエーに対する株式公開買い付けを実施することを発表[32][広報 2] し、ダイエーは本公開買い付けに賛同の意見を表明[広報 23]。併せて、本公開買い付けの成立を条件に、イオン・丸紅と締結していた資本・業務提携を解消することも発表された[広報 24]。
  - 4月15日 - イオンリテール株式会社 代表取締役会長の村井正平が顧問に就任[557]。同年5月22日に行われた定時株主総会当日をもって兼任で当社の代表取締役社長に就任[広報 25]。
  - 4月23日 - 丸紅リテールインベストメント株式会社が保有していたダイエー株式の全てが同社親会社の丸紅株式会社へ譲渡されたことに伴い、同社が当社主要株主でなくなるとともに、筆頭株主がイオンから丸紅に変更される[広報 26]。
  - 5月1日 - サマータイムとクールビズ導入[558]。
  - 7月19日 - イオンが公正取引委員会から、前述の企業結合審査の結果「排除措置命令を行わない旨の通知書」を受領[559][広報 27]。
  - 7月25日 - イオンが公開買い付けが開始[559][広報 28]。
  - 8月27日 - 前述の本公開買い付けでイオンが取得したことにより株式保有率が44.24%となって同社の連結子会社となり、丸紅は当社株式の一部を引き続き保有するものの、当社のその他の関係会社並びに主要株主に該当しなくなった[34][広報 3]。
  - 9月5日 - この日オープンした相武台店（神奈川県座間市）にイオングループのオリジン東秀が運営する弁当惣菜店「オリジン弁当」を初導入[560]。
  - 10月12日 - この日新装オープンした今池店（愛知県名古屋市千種区）に、イオングループのジーフットがグループ店舗の靴売場に展開している「グリーンボックス」を初導入[広報 29]。
  - 11月8日 - 全国漁業協同組合連合会傘下の「JF青森」と「JFしまね」からの水産物直送販売を開始[561]。
  - 11月30日 - この日改装オープンした名谷店（兵庫県神戸市須磨区）に、イオングループの文具ディスカウント専門店「ぶんぐのまち」を初導入[広報 30]。
- 2014年（平成26年）
  - 2月3日 - ダイエーとグルメシティ（グループ会社のグルメシティ関東・グルメシティ近畿運営店舗を含む）」において、イオンの電子マネー「WAON」の導入を開始[562]（ダイエーでは「WAONカード（「daiei」ロゴ入り仕様）」と「G.G. WAON」「ゆうゆうワオン」の3種類を発行。同年3月末までに閉店が予定されている店舗を除く全店舗に導入を完了）[広報 31]。
  - 7月25日 - 「ダイエーネットスーパー金山店」で店頭受取サービスを導入[563]。
  - 9月1日 - 北海道と九州への店舗移管に伴い、「北海道事業本部」「九州事業本部」を廃止[564]。
  - 9月18日 - 1993年4月から継続開催されている「補助犬ふれあい教室」の累計開催回数が、同年9月14日のグルメシティ芦屋浜店開催分をもって、主催企業として日本国内で初めて1,000回に到達したことを発表[広報 32]。
  - 9月20日 - イオングループで発行している「ご当地WAON」の取り扱い種類を拡大し、新たに、当社が発行する「ご当地WAON」20種類とイオングループが発行する「ご当地WAON」42種類の計62種類の販売を開始（カテプリ新さっぽろとグルメシティヒカリ屋京都店を除くグループ全店舗が対象、店舗により販売する「ご当地WAON」は異なる）[広報 33]。
  - 9月24日 - 親会社のイオンの完全子会社化のため、同社との株式交換契約を締結[4]。合わせて、店舗の再編を行い当社は関東・関西地区に経営資源を集中することを発表[4][注 9]、北海道・九州地区はイオン系の小売子会社[注 10]との統合を検討するとしている[広報 4]。
  - 10月28日 - 初の保育所併設店舗として浦安駅前店を開店[565]。
  - 11月26日 - この日の臨時株主総会において、イオンの完全子会社となることを承認[566]。
  - 12月26日 - 上場廃止[4][広報 4][広報 38]。
- 2015年（平成27年）
  - 1月1日 - イオンの完全子会社化[567][広報 4]。
  - 3月1日
    - ダイエー商品券とイオン商品券の相互利用を開始。ダイエー商品券が「イオン」「マックスバリュ」「KOHYO」「ザ・ビッグ」「イオンスーパーセンター」「R.O.U」の直営売場でも利用できるようになり、一方でダイエーとグルメシティの直営売場でイオン商品券の利用が可能となった。ただし、商品券の販売に関しては従来通りとなる[広報 39]。
    - 子会社であった株式会社グルメシティ関東及び株式会社グルメシティ近畿を吸収合併[広報 40]。グルメシティとフーディアムの運営を一本化して、近畿地方に展開する「グルメシティヒカリ屋」の運営を継承した。

  - 3月21日 - グルメシティ西八王子店（東京都八王子市）を全面改装に伴い「ダイエー」に屋号変更[広報 41]。
  - 4月9日 - GMS事業並びにSM事業の一部店舗の運営をイオングループのGMS・SM運営会社へ継承することで継承する運営会社と基本合意したことを正式に発表[広報 42][568]するとともに、GMS・SM193店舗を当社が引き続き運営[568]。
    - 2015年9月1日付で、札幌円山店を除く北海道内のダイエー8店舗[注 11]とカテプリ新さっぽろの計9店舗をイオン北海道株式会社へ、北海道内の「グルメシティ」6店舗とダイエー札幌円山店の計7店舗をマックスバリュ北海道株式会社へ、名古屋市内のダイエー5店舗をイオンリテール株式会社へ、吉塚店を除く九州地区の「ダイエー」24店舗をイオンストア九州株式会社へ、九州地区の「グルメシティ」13店舗とダイエー吉塚店の計14店舗をマックスバリュ九州株式会社へそれぞれ承継。当初はイオン九州株式会社が直接的に九州地区のダイエー24店舗を承継する予定だったが、イオン完全子会社のイオンストア九州が承継し、イオン九州はイオンストア九州から運営委託を受ける形でダイエー店舗を運営する形に変更された[広報 43]。
    - 2016年3月1日付で、宮城県・山梨県及び関東・関西地方のダイエー29店舗をイオンリテール株式会社へ継承。

  - 6月1日 - 子会社の株式会社ファンフィールドがイオン子会社の株式会社イオンファンタジーへ吸収合併される[広報 44]。
  - 6月20日 - 赤羽店を新業態の「フードスタイルストア」1号店として新装開店[570]。その証として、店舗外観に「ÆON FOOD STYLE」ロゴが新たに掲げられた[広報 45]。
  - 9月1日
    - 前述のとおり、北海道と九州地区のダイエー・グルメシティ全店舗が地域や業態によりイオングループ内の他企業へ運営を移管し、店舗ブランドを「イオン」と「マックスバリュ」にそれぞれ屋号変更。名古屋市のダイエー全店舗をイオンリテールへ運営移管し、10月1日に店舗ブランドを「イオン」に変更した[571]。

  - 9月1日 - 子会社の株式会社アシーネがイオン子会社の株式会社未来屋書店へ吸収合併される[広報 46]。
- 2016年（平成28年）
  - 3月1日 - 宮城県・山梨県及び関東・関西地方の「ダイエー」29店舗をイオンリテールへ運営移管[572]。3月28日までに碑文谷店を除く店舗ブランドを「イオン」に屋号変更した[広報 47]。
    - 子会社の株式会社OPAの全株式を親会社のイオン株式会社へ譲渡。同時に行われた簡易株式交換により、株式会社OPAはイオンモール株式会社の完全子会社となる[広報 48]。

  - 11月14日 - トポス北千住店を閉店[573]。トポスが消滅[574]。
  - 11月19日 - ダイエー三軒茶屋店（旧foodium三軒茶屋店）とダイエー東三国店（旧グルメシティ東三国店）が新業態のフードスタイルストアにリニューアルオープンし、「ÆON FOOD STYLE by daiei」表記の新看板が掲げられる[575]。
  - 11月26日 - 「イオンタウン市川大和田」の核店舗として、市川大和田店をオープン。イオングループ入り後初めてイオンタウンに出店する店舗となった[広報 49][広報 50]。
- 2017年（平成29年）
  - 7月1日 - 子会社のオレンジフードコートが行っていたドムドムハンバーガー事業を、レンブラントホールディングスが新生銀行（現・SBI新生銀行）グループと共に出資したドムドムフードサービスへ譲渡[広報 51]。
  - 9月5日 - イオンリテール株式会社から「イオンモリシア津田沼店」と「イオン南砂町スナモ店」の運営を引き継ぎ「ダイエーモリシア津田沼店」、「ダイエー南砂町スナモ店」としてリニューアルオープン[広報 52]。なお、「ダイエーモリシア津田沼店」に関しては、以前同じ建物に「ダイエー津田沼店」として出店し、2005年11月に一度撤退していた経緯があり、「ダイエー」として約12年ぶりの再出店となった。「イオン」から転換した初の店舗となる[576]。
  - 9月30日 - 「ダイエー東部市場前店」をオープン。同店舗はグループ会社のビッグ・エーが営業していた店舗を譲受、小型スーパーマーケットに業態転換して新規出店するものである。10月6日には同じく旧「ビッグ・エー」から業態転換した「ダイエー住ノ江駅前店」がオープンした[広報 53]。
- 2018年（平成30年）
  - 6月18日 - 同日に発生した大阪府北部地震の影響を受け、大阪府内の5店舗（千里中央店、住道店、曽根店、神崎川店、南方店）が各店長の判断で一時的に休業する処置がとられる[577]。
  - 10月10日 - イオングループ内での近畿エリアにおけるスーパーマーケット事業の一部運営の継承並びに経営統合に関する基本合意書が締結され、2019年3月1日付でグループ会社の山陽マルナカ（現・フジ）から大阪府・兵庫県・奈良県の14店舗[注 12] の運営を継承、2020年3月1日付で同じくグループ会社の光洋を吸収合併する予定であることが発表された[広報 54]。
- 2019年（平成31年・令和元年）
  - 2月 - ビッグ・エーの株式をイオンへ譲渡[578]。
  - 3月1日 - 前述のとおり、山陽マルナカ（現・フジ）から大阪府・兵庫県・奈良県の「マルナカ」14店舗の運営を継承（店舗ブランド・店舗名もそのまま継承）。翌3月2日からダイエーとして営業し、当社オリジナル商品の一部を「マルナカ」で販売開始[広報 55]。
  - 11月13日 - 神奈川県横浜市の港南区及び栄区にて、当社初の移動販売を開始（区・社会福祉協議会・地域ケアプラザ協力のもと実施）。前述したイオンフードスタイル港南台店を拠点として、約300品目を軽トラックベースのパネルバンに積載し販売。車両にない商品でも店舗での取扱がある場合には注文を受け、次回販売時に持参して販売する対応がとられる[広報 56]。

### 2020年代
- 2020年（令和2年）
  - 3月1日 - 株式会社光洋を株式交換により完全子会社化[広報 57]。
- 2021年（令和3年）
  - 5月18日 - 移動販売を近畿地区へ拡大し、イオンフードスタイル栂・美木多（とが・みきた）店でも開始[広報 58]。
  - 8月24日 - イオングループの一部店舗で導入されているスマートフォン（店舗の貸出専用端末または自身の端末）で商品をスキャンし、専用レジで2次元バーコードを読み取って買い物データを連携し、支払方法を選択するだけで会計を済ませられる最新鋭レジシステム「どこでもレジ レジゴー」をダイエー東大島店に導入（同月26日にはダイエー南砂町スナモ店にも導入）[広報 59]。
  - 12月1日 - ダイエーが運営する「マルナカ」全店舗を「ダイエー」へ屋号変更[42][広報 60]。
- 2022年（令和4年）6月21日 - イオングループのスマートフォン向けトータルアプリ「iAEON（アイイオン）」の利用を開始[広報 61]。
- 2025年（令和7年）
  - 3月1日 - ダイエー東大阪店・ダイエーおおとり店・ダイエー大宮店の3店舗をイオンリテールへ承継[広報 62][注 13]。
  - 3月7日 - ダイエーいちかわコルトンプラザ店を同年10月1日付でイオンリテールへ承継することを発表[広報 63]。
  - 4月1日 - ダイエー西宮店をイオンリテールへ承継[広報 64][注 14]。
  - 5月31日 - AEON Pay以外のQRコード決済[注 15]を終了[579]。
  - 8月4日 - イオングループ内での関東・近畿エリアにおけるスーパーマーケット事業の一部運営の継承並びに経営統合に関する基本合意書が締結され、2026年3月1日付（予定）で関東地区の全店舗をマックスバリュ関東へ移管し、同時に子会社の光洋を合併することが発表された[45]。

## 社章（シンボルマーク）

### 初代シンボルマーク（1962年 - 1975年）
1962年に制定された初代シンボルマークは、公募によって選ばれた大阪市在住の主婦によるもので、流線型のDの中心にS（Store・Shop・Shufuの頭文字とされる）を入れたデザインであった。これは丸善石油（現：コスモ石油）の燕が横に飛ぶマークにヒントを得て「あくまで上を目指す」ダイエーの発展を願いDの字を若鷲に見立ててデザインしたものだった。このマークは同年3月16日の新聞広告から使用を開始した。
キャッチコピーは「よい品をどんどん安く」。

初代ロゴ
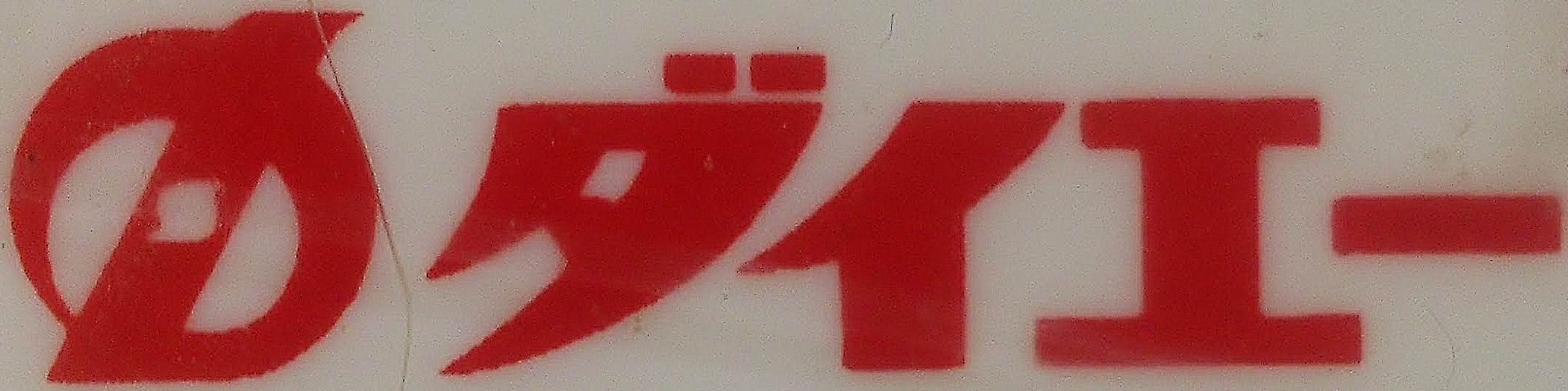
初代ロゴ（2016年当時、イオンに転換された京橋店で見られた）

### 二代目シンボルマーク（1975年 - 2005年、2020年 - ）
コクヨやマツダなどのマークを手がけた、デザイナーのレイ・吉村によって製作され、CI戦略コンサルタントの中西元男（PAOS代表）が提案した。
CIの導入にあたっては1973年の基本方針発表会でまず導入について中内から社内へ伝えられ、1974年には営業会議で販促部が正式に導入を提案。設置されたプロジェクトチームと中西により調査が行われ、その結果初代マークのイメージは「ハードな感じで（中略）美的水準は店に行くと驚くべき惨状にあった」（中西）とされた。これを踏まえ1975年4月に6人のデザイナーによるコンペが行われ、最終的に吉村が手がけた2案が残った。
全26案の絞込みの最終選考で青を基調としたA案と採用されたB案に分けられ、総合的評価はA案が高かった。中西を初めとしたCIコンサルタントは、B案がふさわしいと考えた。
中内はA案とB案についておよそ一週間思案してオレンジ色を気に入り、B案を採用した。日の丸に類似を懸念してオレンジ色の隣に緑色を配した。
1975年10月21日に公式発表され、同年10月24日開店の一宮店から使用を開始。2005年11月30日までの約30年の長期に渡り、ダイエーグループのスーパーマーケットで使用された。「D」を意匠化したシンボルマークは、買い物袋や包装紙にも使用。「上弦の月」をイメージさせるとともに、真円の一部が欠けたデザインとすることで、不完全な円=「永遠の未完成」（=成長し続ける）を意図している。
キャッチコピーは引き続き「よい品をどんどん安く」を使用、グループミッションは「よい品をどんどん安くより豊かな社会を」であった。

2代目ロゴ
2代目ロゴ「ダイエー」バージョン
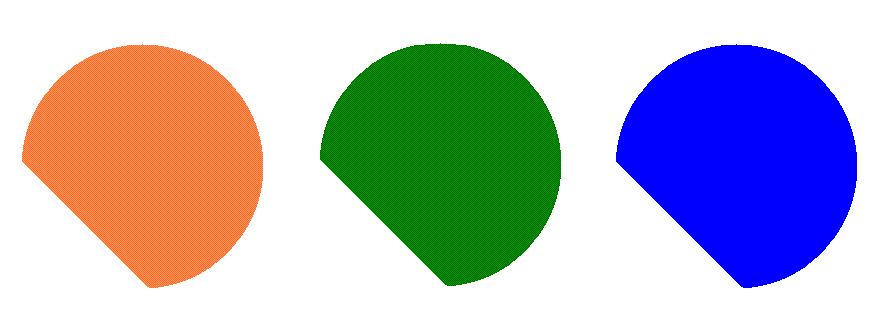
二代目シンボルマーク
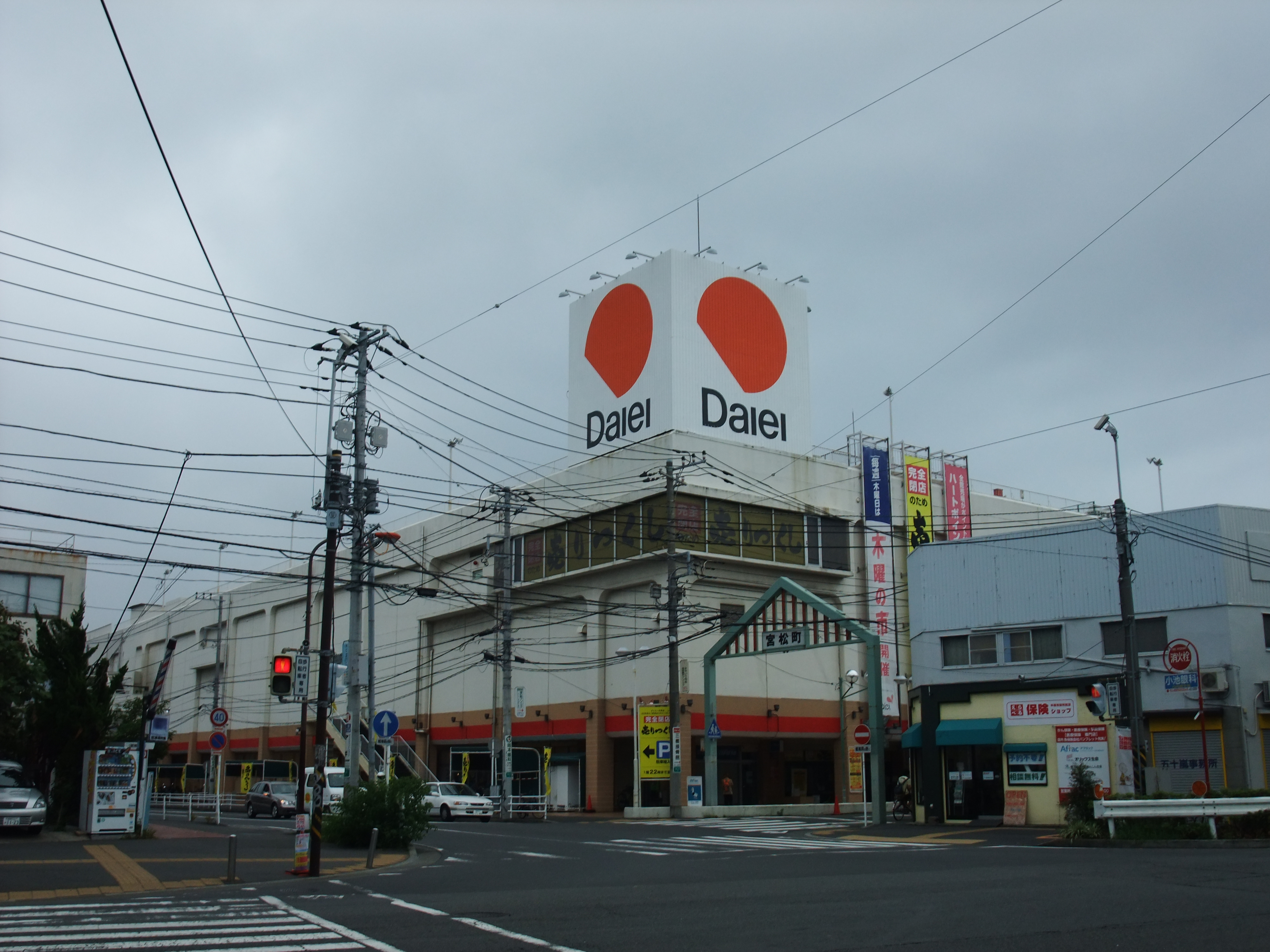
最後まで2代目ロゴを掲げ続けた平塚店[要出典]（2012年9月16日 撮影）

### 三代目シンボルマーク（2005年 - 現在）

ダイエーの3代目ロゴ

創業者の中内の理念や思想、そして過去からの決別の意を込めて、ロゴ（社章）・シンボルマークが一新された。
2005年10月14日に公式発表され、同年12月1日に改装オープンした北野田店から使用を開始。従来と同様に塔屋・買い物袋・包装紙に使用されている。
ロゴの「Daıeı」（iの上のドット符号がなかった）は「daiei」になり、その書体もサンセリフ（ゴシック体）から、丸みを感じさせる書体に変更された。シンボルマークは、「Dマーク」に代わり、発見や歓びを表す「!（感嘆符）」とdaieiの「d」とを組み合わせた（ハート型を連想する）イメージに変更されたが、コーポレートカラーとなったオレンジは従来よりも明るみを増した。
さらに、創業当初から親しまれたキャッチコピーやグループミッションもすでに形骸化していたとし、「生活者共感視点」を図るべくロゴ変更と共に更新され「ごはんがおいしくなるスーパー」「いつも発見があるうれしい売り場を。いつも笑顔がある活気にあふれた店を。私たちはお客様とともに毎日のお買い物の楽しさを大切にします」。ただし、「よい品をどんどん安く、より豊かな社会を」は引き続き企業理念として使用されている。

## プライベートブランド
ダイエーは多くのプライベートブランドを有していたが、出典がある一部のみを挙げる。
イオン傘下に入った後、イオンのトップバリュに切り替わり、独自のプライベートブランドは無くなった。

### かつて使われていたブランド
- ダイエー

衣食住全般のプライベートブランド。
- ダイエーみかん

ダイエーのPB第1号商品として、1960年（昭和35年）4月に発売。
- ダイエーインスタントコーヒー

1960年（昭和35年）発売。
- キャプテンクック (Captain Cook)

食品専門で、味と品質にこだわった品質志向の基幹プライベートブランド。
かつては食料品の主力ブランドで、日清製油とのダブルブランドのサラダ油など大手メーカーとの提携商品もあった。
「キャプテンクック カットアンドプラス」や「キャプテンクック蔵米」・「キャプテンクック九州の味」などのサブブランドもあった。
- セービング

1978年（昭和53年）8月20日に発売開始した日本初のノーブランド商品 を前身として、1980年（昭和55年）12月に41品目を発売。
通常使用で不要な部分をそぎ落とした実用本位で 価格志向の基幹プライベートブランド。
かつて主力となっていたブランド。品目は食料品・衣料品（主に下着）・日用雑貨。もともと上述のPB第1号商品である「ダイエーみかん」（1960年発売）や「ダイエーインスタントコーヒー」（1961年発売）など から発売を開始。その後、1970年代の「ノーブランドシリーズ」や「キャプテンクックシリーズ」（前述）を経て「セービングシリーズ」に発展し、ダイエーの旗艦ブランドとなる。
1993年（平成5年）の日経ヒット商品番付で「西の横綱」に選ばれている。
2008（平成20年）度末までに終売した。
- 愛着仕様

1984年（昭和59年）9月発売。
セービングのシリーズとして位置付けられていたプライベートブランドで、衣料品・服飾雑貨・家庭用品・家具・文具などがあった。
生活提案型のプライベートブランド店「愛着仕様店」も展開していた。
- すこやかベジタ

身元のはっきりした青果のプライベートブランド。
- ベジタプラス

産地・旬・鮮度・安全性などの品質を重視した青果のプライベートブランド。
- お魚歳時記

産地や鮮度など身元のはっきりした魚介類のプライベートブランド。
- 魚&菜（さかな）

鮮魚半調理品のプライベートブランド。1998年（平成10年）6月11日発売開始。
- 肉物語

味・鮮度・安全性などの品質を重視した肉製品のプライベートブランド。
- うまさ発掘

ローカルな地方の食文化のプライベートブランド。
- オステリア

パスタなどイタリアンスタイルの食品のプライベートブランド。
- らく楽クッキング

ミールソリューション型の簡便食品のプライベートブランド。
- すこやか育ち

1999年（平成11年）10月7日から使用開始。安心・安全志向の食品専門のプライベートブランドで、「農薬や化学肥料、添加物等をできる限り使わない」ことがコンセプト。
- おいしくたべたい!

2006年（平成18年）3月から使用開始。品質志向の食品専門のプライベートブランドだったが、トップバリュの導入で消滅した。
- ブルーマウンテン

紳士用衣料のベーシックブランド。
- クリスティ

女性・女児用衣料のベーシックブランド。
- AMPM

紳士服・婦人服・子供服・ベビー服のプライベートブランドで 低価格であった。
などに使われていたが、現在使用されているかどうかは不明。1998年（平成10年）、ダイエーがエーエム・ピーエム・ジャパン（コンビニエンスストア運営、法人自体は2010年にファミリーマートに吸収合併され解散）などに対し、「自社の商標に似た商標を使用している」として、商標の使用差し止めと損害賠償を求め提訴したことがある。
- ラエル・ブルック

紳士用品のプライベートブランド。当時モータースポーツで国内最高峰だった、全日本F2選手権でのチームスポンサーを冠したことがあった。
- ゼントクラブ

紳士用品のプライベートブランド。
- マイティーロード

紳士用品のプライベートブランド。
- メリーランド

婦人用品のプライベートブランド。
- ハンスシュナイダー

婦人用品のプライベートブランド。
- サイドバーン

婦人用品のプライベートブランド。
- ロリーナ

普段着から外出着まで揃う素材や着心地を重視した婦人洋品のプライベートブランド。
- エレーヌ

化粧品のプライベートブランド。
- アミー

化粧品のプライベートブランド。
- ディアーヌ

資生堂が製造した化粧品のプライベートブランド。1975年（昭和50年）4月25日発売。
- ソフィアレーヌ

カネボウが製造した化粧品のプライベートブランド。1975年（昭和50年）4月25日発売。
- バンガード5

化粧品のプライベートブランド。
- アドミラル

化粧品のプライベートブランド。
- ヤングメイト

靴のプライベートブランド。
- プライスセーバー

セービングと同様の品揃えだったが、ディスカウントストア業態向けだったために、セービングよりもわずかに価格を低く設定していた。プライベートブランドとしての役割を終えた後は、書体とマークをそのままに「お酒のディスカウントストア プライスセーバー」として店舗名・コーナー名に流用された。
- 暮らしの88

日用必需品を88円均一で提供するプライベートブランド。2000年9月7日から使用開始。
- サリブ

家電製品や収納用品・食器等の住用品全般のベーシックブランド。
- リブニー

カップル向けの住用品全般のブランド。ロマンチックな雰囲気のトータルコーディネートを提案。
- アザド

若者向けのベーシックブランド。モダンでカジュアルなトータルコーディネートを提案。
- ソネット

インテリアや寝装品のベーシックブランド。
- ブブ (BUBU)

1970年、13型カラーテレビを当時としては破格の5万円台で発売し、大変な話題となったが、その際に使われたブランドである。テレビ以外にも様々な家電製品がこのブランドで発売されたが、後に「サリブ」ブランドが家電PBのメインとなる。
- コルティナ (COLTINA)

家電製品や生活雑貨等のプライベートブランド。機能の充実と品質を追求した非消耗品。
- マイパック

1973年12月7日、LPレコードを、当時としては低価格の1枚890円で発売した際に使われたブランド。
- 健仁堂

漢方薬や健康茶等のプライベートブランド。

## 店舗

### 店舗展開
登記上の本店は神戸のポートアイランド（神戸市中央区港島中町四丁目1番1）に、本社は東京・東陽町の東陽町駅前ビル（東京都江東区東陽二丁目2番20号）に置かれている。
かつてはダイエーグループ本社ビル（大阪府吹田市豊津町9番1号の旧江坂東洋ビル、現ビーロット江坂ビル）が存在した他、東京事務所が東京・浜松町の芝パークビル（東京都港区芝公園2丁目4−1）に置かれていた。大阪・江坂の事務所は江坂オフィスセンター（EOC）、東京・浜松町は浜松町オフィスセンター（HOC）という名称であった。後に、江坂はローソン本社や一部の事業を除き本社機能を浜松町と神戸へ集約。浜松町も家賃抑制の関係でダイエー成増店へ本社機能を一時移転した。EOC、HOC共に入居しているビルや周辺には自社・系列の店舗を入居させていた（芝パークビルの1階には店舗「NOW芝公園店」が存在した）。
創業満30周年を迎えた1987年に滋賀県近江八幡市のダイエー近江八幡店へ進出したことで、直営・フランチャイズ含めて島根県以外のすべての都道府県を制覇したが、2016年3月時点では北海道、東北地方、中部地方、中国地方、四国地方、九州地方、沖縄県からは撤退している。グループ会社とした百貨店の中合（福島市）も全店を閉鎖して清算予定である。
現在はイオングループのスーパーマーケット事業の中核企業として首都圏及び近畿地方に店舗を展開している。

### 現在の店舗
2024年2月期末時点で202店舗を展開している。

### 店舗ブランド
ダイエー
ゼネラルマーチャンダイズストア（略称:GMS、別名:総合スーパー）及びスーパー・スーパーマーケット（略称:SSM）。
グルメシティ
1998年（平成10年）1月30日から展開している惣菜を含む食品や日常生活品を揃えた食品スーパーマーケット（略称:SM）。
フーディアム
2005年（平成17年）12月10日から展開している少量小分けの惣菜や上質商品の品揃えを強化した都市型食品スーパーマーケット（都市型SM）。
イオンフードスタイル・イオンフードスタイル by daiei
2015年（平成27年）6月20日から展開しているスーパーマーケット。
CoDeli（こデリ）
2020年（令和2年）11月から大阪市内を中心に展開している新業態（都市型小型スーパーマーケット）。

## 歴代社長
- 初代 中内㓛（1957年 - 1999年（平成11年）1月20日[450]） - ダイエー創業者
- 第2代 鳥羽董（1999年（平成11年）1月20日[450] - 2000年（平成12年）10月10日[472]） - 味の素元社長
- 社長代行 佐々木博茂（2000年（平成12年）10月17日[605] - ）
- 第3代 高木邦夫（2001年（平成13年）1月30日[606] - 2004年（平成16年）10月22日[517]） - リクルート元専務取締役
- 第4代 蓮見敏男（2004年（平成16年）10月22日[517] - ） - 元取締役
- 第5代 樋口泰行（2005年（平成17年）[607] - 2006年（平成18年）[539]） - 日本ヒューレット・パッカード元代表取締役社長[607]
- 第6代 西見徹（2006年（平成18年）10月6日[539] - 2010年（平成22年）5月[608]） - 丸紅米国会社元副社長[539]・ダイエー元副社長執行役員[539]
- 第7代 桑原道夫（2010年（平成22年）5月[608] - 2013年（平成25年）5月[609]） - 丸紅元取締役副社長[608]
- 第8代 村井正平（2013年（平成25年）5月[609] - 2015年（平成27年）） - イオン専務執行役[557]
- 第9代 近澤靖英（2015年（平成27年） - 2022年（令和4年）3月1日[610]） - イオンリテール元取締役副社長
- 第10代 西峠泰男（2022年（令和4年）3月1日[610] - ） - イオン元執行役商品担当[610]

## 事業譲渡・グループ再建状況
（矢印右側は事業譲受先）

### 1995年
- 神戸オレンジサッカークラブ（ヴィッセル神戸）

川崎製鉄サッカー部が母体で、1994年（平成6年）6月30日に ダイエーグループが50%を出資して資本金10億円で「神戸オレンジサッカークラブ」として設立したが、阪神大震災後に撤退を表明。1995年（平成7年）6月1日にヴィッセル神戸に社名を変更して 神戸市などが出資企業を募った。
2004年（平成16年）2月1日付でクリムゾングループ（楽天グループ）へ営業権を譲渡した。

### 1997年
- きのはな → 宮栄（後にヤマノ傘下）

### 1998年
- ディックファイナンス

発行済み株式の約90％を保有していたが、その全てを4月30日までにアソシエイツに譲渡した。2003年（平成15年）1月にアイクやユニマットライフの 3 社を経営統合してCFJ (シティ・ファイナンシャル・ジャパン)株式会社となった。
（後にシティグループ傘下、現・CFJ。2008年事実上事業停止）

### 1999年
- ほっかほっか亭総本部（東日本エリア）

4月にプレナスに売却され、2008年（平成20年）5月15日に、プレナス運営の「ほっかほっか亭」は「HottoMotto（ほっともっと）」に転換された。

### 2000年
- ドリームツエンティワン → 11月30日付で解散して清算した[473]。
- ジョイント → 11月30日付で解散して清算した[473]。
- ワーナー・ブラザース・スタジオ・ストア・ジャパン → 11月20日付で合弁事業を解消した[473]。
- ローソン、及びローソン物流部門の譲渡決定 → 三菱商事
- リクルート

2000年（平成12年）に自社グループ会社を通じて25.2%を買い戻し、10%の筆頭株主となった。
- 株式会社ディー・エム・インターナショナル → 清算

### 2001年
- オレンジアタッカーズ

休部後にクラブチームとなって存続し、2001年（平成13年）に久光製薬の鳥栖スプリングスに統合された。
- オレンジページ → 東日本旅客鉄道（JR東日本）
- ダイエー情報システム → 富士ソフト[617]。富士ソフト売却後、富士ソフトDISを経て、ヴィクサスに商号変更の後、ヴィンキュラムジャパン（元マイカルシステムズ。マイカル→富士ソフト）を存続会社として合併し、現在はヴィンクスとなっている[広報 77][広報 78]。
- ホテルセントラーザ成田

2001年（平成13年）3月に閉鎖。 → 徳洲会

### 2002年
- ダイエー・ハイパーマート → 清算
- 横浜ドリームランド → 閉鎖 → USS → 横浜市・ 都築第一学園
- プランタン銀座 → 店舗の所有者である読売新聞社社に株式を売却[619]。
- ダイエー銀座ビル → 2002年（平成14年）にシャネルの日本法人に売却[620]
- マルコー（現：インボイスRM） → 弐番（シュローダー・ベンチャーズ傘下のSPC）
- ラスコーポレーション → パシフィック・エス・エヌ・ティ（ビジョン・キャピタル系列のSPC）
- サンテレビジョン（兵庫県のUHFテレビ） → 神戸新聞社
- イチケン

2002年（平成14年）5月に「株式会社イチケン」の発行済み株式の15%を「東洋テクノ株式会社」に売却して浅野昌英社長が退任し、関連会社から外れる。（後に「株式会社マルハン」に売却）
- ハブ

2002年（平成14年）12月10日に「ハブ」の全株式を「村さ来」など加ト吉（現・テーブルマーク）グループに売却することで合意。 → ロイヤルホールディングス
- キャプテンクック

2002年（平成14年）7月22日に発行済み株式の95%を病院給食大手の「ソデッソジャパン株式会社」に売却。（現・レオックジャパン、三菱商事系）
- ダイエーオリンピックスポーツクラブ

2002年（平成14年）2月12日に「株式会社ダイエーオリンピックスポーツクラブ」の全株式をコナミの子会社「コナミスポーツ株式会社」に売却することを決定。
- ウェンディーズ（ウェンコ・ジャパン）・ビッグボーイ

2002年（平成14年）12月に全株式を「ゼンショー」グループに売却することを決定。（ウェンディーズは、2009年12月31日で契約打ち切り）
- エー・エス・エス（警備、現・アサヒセキュリティ）

2002年（平成14年）1月に「株式会社エー・エス・エス」の全株式を「カーライル・グループ」に売却することを決定。（その後、2005年に豊田自動織機の子会社となる）
- 「株式会社ダイエー・ロジスティクス・システムズ」のコンビニエンスストア事業部門

**7月1日に「三菱商事株式会社」の子会社「株式会社エフエスエヌ」に譲渡。（グループ。2003年4月にフードサービスネットワークへ商号変更）へ営業譲渡
- ダイエーホールディングコーポレーション → 清算
- サカエ → 清算（清算前の2001年11月に、会社分割にて新設の株式会社サカエ（現・グルメシティ近畿）に事業を承継）
- 丸栄商事 → 2002年（平成14年）3月1日にサカエに合併[492]。
- ミドリ → 2002年（平成14年）3月1日にサカエに合併[492]。
- リッカー会館[注 16] → ダヴィンチ・アドバイザーズ
- 東鷲宮中央開発 → 清算
- ダイエーエレクトロコーポレーション → 清算
- ココマート → 2002年（平成14年）9月12日に全店舗を閉鎖[621]
- 東北スーパーマーケットダイエー

10月にSM10店全店を閉店して11月に解散。
- ダイエー・リアル・エステート → 清算
- 北広島エステート → 清算
- 東多聞エステート → 清算
- シルク不動産 → 清算
- エスディー開発 → 清算
- 倉吉サンピア → 清算
- プラザヒカミ

11月に閉店して清算。
- ディー・ハイパーマート

11店を閉店して残る11店をダイエー本体に移管して清算。

### 2003年
- 高知スーパーマーケット → グループ離脱、2006年に自主解散
- エックスワン → ヤマノホールディングコーポレーション[注 17]
- 丸専 → イヌイ運送
- ディー・エム・ガスステーション → 合弁相手の丸紅 → 昭和シェル石油・三菱商事→ダイヤ昭石
- 新浦安オリエンタルホテル（現・オリエンタルホテル東京ベイ、浦安市） → ゴールドマン・サックス証券（アメリカ）
- 神戸メリケンパークオリエンタルホテル（神戸市） → ゴールドマン・サックス証券（アメリカ）
- なんばオリエンタルホテル（大阪市） → ゴールドマン・サックス証券（アメリカ）
- ホテルセントラーザ博多（福岡市） → ゴールドマン・サックス証券（アメリカ）
- ダイエー・ホールセールクラブ・コーポレーション → 清算[622]
会員制ディスカウントストアのKou'S（コウズ）を運営[622]。
当時の中内社長の名前に因み、功（いさお） → コウ → コウズ → Kou'S
- 天津大栄房地産発展有限公司 → 清算
- 神戸ホテルシステムズ → 清算
- 朝日ファイナンスサービス → 清算
- エマック → 清算

### 2004年
- 新神戸オリエンタルホテル（神戸市） → モルガン・スタンレー証券（アメリカ）
- 福岡ダイエーホークス → ソフトバンク
- 暮らしのデザイン → エディオン→ニッセンホールディングス→プラス
- パレックス（家電販売） → 清算
- ユニードダイエー友の会 → 清算[広報 79]
- 福岡ダイエーリアルエステート（福岡ドーム・シーホークホテルを含むホークスタウンの運営・管理） → コロニー・キャピタル（アメリカ）
- RFC → ヤマノ

### 2005年
- Daiei OMC hawaii Inc. - 2005年（平成17年）10月20日に清算[広報 79]。
- THE HI-DAI'EI TRADING CO. INC. - 清算[広報 80]。
- フォルクス・どん → 吉野家ホールディングス → アークミール
- リクルート → 5月19日付で保有株式477万2,000株を農林中央金庫とあおぞら銀行と投資事業有限責任組合「AP RPT Fund」に売却[広報 81]
- 中合 ＋ アドバンスド・デパートメントストアーズオブジャパン（棒二森屋、三春屋） → 合併 → 中合
- スポーツワールド → ヤマノホールディングコーポレーションの子会社に店舗を譲渡した上で清算
- 神戸らんぷ亭 → ミツイワ → マックグループ → ガーデン (飲食業)
- ドリーム開発 → 清算。現存する同名の企業とは無関係
- ドリームパーク → テンラッシュ
- 新歌舞伎座（大阪、旧・日本ドリーム観光系列） → 新宿オーフォー（リサ・パートナーズ）
- 55ステーション → 会社更生手続申立、プラザクリエイト（パレットプラザ）傘下で再建（プラザクリエイトイメージング）
- 新神戸開発 → 清算[広報 79]
- 株式会社福岡ドーム（福岡ドームの営業業務） → 清算・福岡ソフトバンクホークスマーケティングに譲渡
- 株式会社ホークスタウン → 清算
- 株式会社シーホーク → 清算
- ショッパーズ弘前 → 清算 → ジョッパル
- セントラル医療システム → 清算
- オートワールド → 清算
- ショッパーズモール泉佐野 → ザイマックスに譲渡

### 2006年
- 那覇ミート → 沖縄ホーメル
- 天津大栄国際貿易（中国に食品店12店舗構えていた） → 北京物美商業集団股フェン有限公司
- THE DAI’EI(USA),INC.（ハワイにスーパーマーケットを4店舗構えていた） → ドン・キホーテ
- Oriental Seafoods,Inc.（ハワイ） → ドン・キホーテ
- 西神オリエンタルホテル（西神オリエンタル開発） → ジェイ・ピー・ティー（SPC。運営はホスピタリティパートナーズ）
一度ヒューザーへの売却が決定していたが、構造計算書偽造問題の影響で譲渡を中止。
- 大栄商事（保険代理業） → オーエムシーカード(後のセディナ、現・SMBCファイナンスサービス)へ合併
- 朝日ビルマネジメントサービス（現・ザイマックスビルマネジメント） → 「ザイマックス」へ全持株売却
- パンドラ（元シヅオカヤ → 忠実屋系、パチンコ事業） → アメニティーズ（9月29日）
- 富士デリフーズ → ミツハシ
- 六甲牛乳 → メロディアン
- 朝日青果 → ベジテック
- デイリートップ → 清算
- ロイヤルクック → 清算[広報 10]。
- D INTERNATIONAL,INC.（ワシントン州） → 清算
- CAPTAIN COOK (ROYAL HAWAIIAN) CO.,LTD. → 清算
- ディー・ジー・ビー → 清算
- オレンジエステート、浦安中央開発、三宮中央開発、サン総合開発、渋谷ツエンティワン 、新松戸中央開発、セントラルコールドチェーン、千舟興産、富雄中央開発、ドリーム興産、ダイエーリーシングカンパニー → 7月1日付で本社へ合併[広報 18]

### 2007年
- 十字屋 → 2005年（平成17年）7月1日 - 十字屋を株式交換で完全子会社化して[広報 9]、2006年（平成18年）3月に会社分割して「株式会社OPA」設立し[広報 12]、2007年（平成19年）1月16日にダイエーへ合併[広報 18]
- ジャパンプリントシステムズ → ユメックス
- デイリートップ東日本 → 協同乳業
- ヒカリ屋 → グルメシティ近畿へ合併（3月1日）
- 朝日アカウンティングサービス → 清算
- 石狩エステート → 清算
- 十字エス・シー開発[注 18] → 清算
- りんくうパーク → 清算
- マルエツ → イオン・丸紅の両社へ保有株の大半を売却（2015年3月にカスミ・マックスバリュ関東と経営統合し、ユナイテッド・スーパーマーケット・ホールディングスの傘下となる）

### 2008年
- オーエムシーカード → 2月8日付で株式信託期間の終了に伴って三井住友銀行に株式の一部譲渡して持ち分法適用会社化[広報 19]。（2009年4月に同じ三井住友FG傘下のセントラルファイナンス・クオークを吸収合併し、セディナに商号変更。2020年7月1日にSMBCファイナンスサービス（初代）を吸収合併し、SMBCファイナンスサービス（2代目）へ再度商号変更される）
- オーパ（OPAの子会社） → 清算
- 十字屋友の会 → 清算

### 2009年
- ディー・ホールド → 5月1日にダイエーへ吸収合併[広報 82]
- グルメシティ九州（福岡市中央区、旧:九州スーパーマーケットダイエー株式会社） → 9月1日にダイエーへ吸収合併[547][広報 83]
- グルメシティ北海道（函館市、旧:北海道スーパーマーケットダイエー株式会社） → 9月1日にダイエーへ吸収合併[547][広報 83]

### 2010年
- コルドバ（墨田区）シューズ専門店関連子会社 → 2011年2月に事業終了し、解散[広報 84]

### 2012年
- ロベルト（江東区）紳士服専門店関連子会社、ロベルト及びグランバック運営 → ダイエーへ吸収合併[広報 85]

### 2013年
- ゼノン（中央区）時計・眼鏡専門店の100%子会社。ゼノン、カルマ、めがねパークなどのブランドを運営 → 2013年8月に事業終了し、11月30日に解散[広報 86]。

### 2014年
- マルシェ（江東区）服飾雑貨専門店の100%子会社。→ 2014年8月に事業終了し、11月30日に解散[広報 87]。

### 2015年
- グルメシティ関東（板橋区、旧:株式会社セイフー）食料品スーパー運営 → ダイエーへ吸収合併[広報 40]
- グルメシティ近畿（吹田市、旧:株式会社サカエ）食料品スーパー運営 → ダイエーへ吸収合併[広報 40]
- ファンフィールド（千代田区、旧:ダイエーレジャーランド）売り場に隣接した子供向け遊技施設の運営・管理 → 6月1日にイオンファンタジーに吸収合併[623]。
- アシーネ（江東区）書店チェーン → イオングループの未来屋書店へ吸収合併[広報 88]（ブランドとしては存続）
- 消費経済研究所（新宿区）商品の品質検査、市場調査など → 同じイオングループの生活品質科学研究所へ吸収合併
- 北海道地区総合スーパー事業及びカテプリ（専門店街）事業 → イオン北海道へ譲渡（9店舗）
- 北海道地区スーパーマーケット事業 → マックスバリュ北海道へ譲渡（7店舗）
- 九州地区総合スーパー事業 → イオンストア九州へ譲渡（24店舗）
- 九州地区スーパーマーケット事業 → マックスバリュ九州へ譲渡（14店舗）
- 日本流通リース（葛飾区）グループのリース事業及びシェアードサービス事業 → シェアードサービスのうち不動産事業をダイエー本体へ、リース事業をイオンクレジットサービス（現:イオンフィナンシャルサービス）子会社のACSリースへそれぞれ譲渡

### 2016年
- OPA（江東区）専門店 → イオン株式会社へ譲渡後、簡易株式交換により、同じイオングループのイオンモールの子会社となる。
- ロジワン（八千代市）物流 → イオングループの物流会社であるイオングローバルSCMへ合併。

### 2017年
- ドムドムハンバーガー（オレンジフードコートが運営）事業→ドムドムフードサービスへ譲渡

### 2019年
- ビッグ・エー（板橋区）ディスカウントスストア→株式譲渡により親会社がイオン株式会社へ変更。

この他、トヨタビスタ兵庫（現・ネッツトヨタウエスト兵庫）の親会社だった時期があった。

## POSシステム
1976年（昭和51年）10月に5店舗でPOSシステムの実験を開始したのが始まりである。
1981年（昭和56年）6月に金剛店で衣料品POSシステムの導入を開始して、1984年（昭和59年）3月におおとり店で食品POSシステム、同年に金剛店と光明池店で雑貨POSシステムの導入を開始した。
1985年（昭和60年）3月に衣料品POSシステムをダイエー全店で導入開始し、同年におおとり店で全店POSシステムの導入を開始した。
1986年（昭和61年）12月に新松戸店でフルラインPOSシステム「IBM4680」の試験導入を開始し、1987年（昭和62年）3月にフルラインPOSシステム「IBM4680」の本格導入を開始した。
1990年（平成2年）2月に長期売上仕入POSシステムの導入を開始した。
1995年（平成7年）に無線POSターミナルを稼働させ、新店舗の全店無線POS化を開始した。

## 買物袋持参運動
1991年（平成3年）1月に「お買物袋持参運動」を開始して、買い物袋を持参した買い物客には、スタンプを1個押印し、スタンプが20個になると100円の金券として使用することが出来るようにしていた。
2000年（平成12年）9月8日にプライベートブランド「カテプリ」で抗菌抗臭ショッピングバッグ・縦型手提げバッグ・トートバッグの3種類の繰り返し利用可能な買い物袋の販売を開始し、同年11月16日開店の千葉長沼店で店舗備え付けの同型の買物カゴを販売して顧客の持参してもらうことで買い物袋を削減する「エコロジーバスケット運動」を導入し、2001年（平成13年）6月15日からマイカー客の多い112店舗に「エコロジーバスケット運動」を拡大した。
このエコバスケットの持参した買い物客にも買い物袋持参と同様のスタンプが付与されていた。

## マスコット・キャラクター
- モッくんファミリー - 元は木曜の市のイメージキャラクターとして製作された木をモチーフにしたキャラクター[広報 89]。テーマ曲に「ダイエー・モッくんの歌」がある[広報 90]。木曜の市終了後も引き続きイメージキャラクターとして利用されている[広報 90]。家族構成はモッくんの他、父（モッくんパパ）、母（モッくんママ）、妹（モコちゃん）、祖父（モッくんじぃーじ）、祖母（モッくんばぁーば）の6人で構成[広報 90]。

## フリーマガジン
おいしく食べたい → おいしく食べて健康に → dai-docoro
毎月1日発行。料理レシピや食に関する情報などを掲載している。
2003年5月号にて『おいしく食べたい』として創刊。2008年4月に『おいしく食べて健康に』と改題し、2014年3月1日(土)発行号からは『dai-docoro』の誌名で発行している。2014年2月までに累計で約2500万部を発行している。
2011年8月号にて創刊100号、2019年12月号にて創刊200号を迎えた。

## グループ会社
- 株式会社光洋（茨木市、スーパーマーケット）
- サンシティビル株式会社（神戸市、ビルの保守管理）
- 株式会社オレンジフードコート（江東区、飲食事業）
- 株式会社アルティフーズ（大阪府茨木市、生鮮食料品加工）
- 株式会社ダイエースペースクリエイト（江東区、旧:十字興業、人材派遣・催事事業など）
- 株式会社中合 (江東区)
- 株式会社テンダイ（江東区、輸入販売業）
- 株式会社ボンテ（葛飾区、パンの製造販売）
- 株式会社鹿児島サンライズファーム（鹿児島県鹿屋市、畜産業）

## 関連団体
- 学校法人中内学園・流通科学大学（神戸市西区、創設者が中内㓛）

### 過去の関連会社
- プランタン銀座（ダイエーの子会社だったが読売新聞東京本社に売却、2017年から施設名とともにマロニエゲートに改称）
- マルエツ（ダイエーグループであったが、現在はイオンと丸紅が共同出資するユナイテッド・スーパーマーケット・ホールディングスの子会社である）
- リクルート
- ユニード（のちのユニードダイエー）
- 忠実屋
- パンドラ
- ローソン（現在は三菱商事の子会社）
  - サンチェーン
- 棒二森屋
- 三春屋
- 清水屋
- 十字屋
- オーエムシーカード（現三井住友カード）
  - リッカー - ミシンの製造・販売。ダイエーが経営再建を主導。1994年にダイエーファイナンス等と合併し、ダイエーオーエムシー（現三井住友カード）へ。
- アイレム（現アピエス）
- 宮越ホールディングス（初期に同社が資本協力、家電系プライベートブランド「BUBU」の開発・製造委託を受け持っていたことがある、旧宮越商事（初代）→クラウン[注 19]→旧宮越商事（2代目）→宮越HD（持株会社化））
- パシフィックスポーツ - スポーツ用品仕入、ダイエー店内でスポーツ用品販売を行っていた関連子会社。
- ゼノン - 時計・メガネ店
- 日本流通リース - リース業
- ロジワン - 物流・倉庫

### サービス・関連組織
- ハートポイントサービス
- 福岡ダイエーホークス - いざゆけ若鷹軍団
  - ホークスタウン
- ダイエー陸上部
- オレンジアタッカーズ（久光製薬スプリングス）
- デイリースポーツ（現在の神戸新聞社から発行）
- ドリーム開発ドリームランド線

### その他
- 主婦の店全国チェーン - 日本のスーパーマーケットの端緒である小倉市の丸和フードセンター[注 20] は、ドラッグストアであった当社（当時の社名は「大栄薬品工業」）からノウハウ提供を得て、薬の廉売事業を軌道に乗せた。その後、逆に当社は丸和フードセンターからノウハウ提供を得て、ドラッグストアからスーパーマーケットへ転換し、社名も丸和フードセンターの創業者である吉田日出男が提唱していた「主婦の店」に変更した。
- 日本テレビ放送網
  - 24時間テレビ 「愛は地球を救う」

### 注
1. ↑  中内功が30億円を出資、ダイエー15億円、残り15億円を地元企業と個人が出資して設立した[16]。開学当初は職員の約7割をダイエーの出向者が占め、ローソンの実習店舗がキャンパス内に設置されていた[17]。
2. ↑  特に、三宮地区には巨大な店舗を構えており、周辺の地域は「ダイエー村」と呼ばれていた[19]。
3. ↑  この非主力事業の譲渡の中には、当時起こっていたプロ野球再編問題でもクローズアップされた福岡ダイエーホークスの売却も含まれていた。
4. ↑  花王とも価格設定やリベートを巡って対立し、1965年（昭和40年）3月に出荷を停止された[28]。その際、ダイエーは花王を公正取引委員会に提訴すると共に[29]、1965年（昭和40年）6月に第一工業製薬と提携してプライベートブランドの洗剤「スパット」を開発して同等のナショナルブランド品より2 - 4割安い価格で発売した[30]。
5. ↑  開店当初は「主婦の店ダイエー薬局」と称したいわゆるドラッグストアで[49]、後年「千林駅前店」に改称し1974年（昭和49年）9月29日に閉店[50]。2005年10月31日に閉店したトポス千林店は1961年（昭和36年）7月10日に千林2丁目13番24号に開店した[51]。
6. ↑  古川橋店は1970年（昭和45年）7月17日に門真市仲町11-68に開業した店舗で[170]、古川橋駅前店は1984年（昭和59年）2月23日に門真市末広町41-2に開業している[171]。
7. ↑  新神戸オリエンタルシティC3を建設した会社[434]。
8. ↑  吸収された各社は、ダイエー店舗の一部を保有するなど、不動産賃貸を主事業としていた[広報 15]。
9. ↑  光洋[要出典]やマックスバリュ西日本[広報 34] を含めた数社での再編を検討している。
10. ↑  イオン北海道[広報 35]、マックスバリュ北海道[広報 36]、イオン九州[要出典]、マックスバリュ九州[広報 37] の4社。
11. ↑  発表時点で営業していた岩見沢店（北海道岩見沢市）は承継店舗に含まれず、同年8月23日に閉店[569]。
12. ↑  住之江店、東大阪店、泉大津店、泉佐野店、大東寺川店、堺店、和泉店、貝塚店、三国店、此花店、摂津店、西宮店、新在家店、富雄南店。
13. ↑  承継に先立って同年1月31日をもって閉店。ダイエー東大阪店は同年4月11日に「イオンスタイル東大阪」として、ダイエーおおとり店は同年4月26日に「イオンスタイルおおとり」として、ダイエー大宮店は同年6月4日に「イオンスタイル大宮西口駅前」として順次開業
14. ↑  「マルナカ」から屋号変更した2代目で、2016年3月に承継した初代店舗（現:イオン西宮門戸店）とは別店舗である。承継に先立って同年2月28日をもって閉店。同年5月30日に都市型SCの「そよら西宮今津」として開業
15. ↑  PayPay、au PAY、d払い、メルペイ。
16. ↑  2008年5月30日限りで撤退した、新生銀行バンクスポットなどが入居していた。
17. ↑  その後、2008年7月に扶桑化学工業に売却しているが、同社持ち株の大半は2014年2月にストリームに売却された。
18. ↑  十字屋の合併については2005年の小節に記載済み。
19. ↑  この時期は業績が振るわず、ダイエーグループ内ではプランタンやビッグ・エーと並んで「PCB企業問題」と言われていた。
20. ↑  どこが日本初のスーパーマーケットかに関しては諸説があるが、低価格・大量販売を志向していたという意味では、1956年3月にオープンした丸和フードセンターが最初に食品をフルラインで販売していた。

#### 広報資料・プレスリリースなど一次資料
1. ↑  『第63期 有価証券報告書』 イオン、2024年5月30日。pp9
2. 1 2  株式会社ダイエー株券等に対する公開買付けの開始に関するお知らせ - イオン 2013年3月27日
3. 1 2  イオン株式会社による当社株券等に対する公開買付けの結果並びに親会社、その他の関係会社、主要株主である筆頭株主及び主要株主の異動に関するお知らせ (PDF)  - 株式会社ダイエー ニュースリリース 2013年8月22日
4. 1 2 3 4  イオン株式会社による株式会社ダイエーの株式交換による完全子会社化に関するお知らせ - ダイエー公式ニュースリリース、2014年9月23日閲覧。[リンク切れ]
5. ↑  『株式会社ダイエー及び株式会社光洋の経営統合ならびに近畿エリアにおけるスーパーマーケット事業の運営の承継に関する基本合意書締結のお知らせ』（プレスリリース）イオン株式会社、2018年10月10日。2023年12月24日閲覧。
6. 1 2 3  『第62期 有価証券報告書』 ダイエー、2013年5月22日。pp4
7. 1 2 3  大原正行 “POSのトータル展開により経営情報システムの実現を (株)ダイエーでIBM468Oストア･システムによる大規模店舗システムを開発”. Access 1988年3月号 (日本アイ・ビー・エム) (1988年3月).pp23
8. 1 2  『第55期 有価証券報告書』 ダイエー、2006年5月25日。pp91
9. 1 2  『第55期 有価証券報告書』 ダイエー、2006年5月25日。pp20
10. 1 2  『第56期 有価証券報告書』 ダイエー、2007年5月24日。pp51
11. ↑  “「大阪 新歌舞伎座」への経営参画に関するお知らせ”.   リサ・パートナーズ. 2024年1月31日閲覧。
12. 1 2  『第56期 有価証券報告書』 ダイエー、2007年5月24日。pp17
13. 1 2  『第56期 有価証券報告書』 ダイエー、2007年5月24日。pp10
14. ↑  『第55期 有価証券報告書』 ダイエー、2006年5月25日。pp110
15. ↑  『第55期 有価証券報告書』 ダイエー、2006年5月25日。pp111-112
16. ↑  『第56期 有価証券報告書』 ダイエー、2007年5月24日。pp11
17. 1 2  『第56期 有価証券報告書』 ダイエー、2007年5月24日。pp6
18. 1 2 3  『第57期 有価証券報告書』 ダイエー、2008年5月22日。pp104
19. 1 2  『第57期 有価証券報告書』 ダイエー、2008年5月22日。pp7
20. ↑  『第59期 有価証券報告書』 ダイエー、2010年5月26日。pp91
21. ↑  『第60期 有価証券報告書』 ダイエー、2011年5月25日。pp10
22. ↑  『第62期 有価証券報告書』 ダイエー、2013年5月22日。pp92
23. ↑  『イオン株式会社による当社株券等に対する公開買付けに関する意見表明のお知らせ』（PDF）（プレスリリース）株式会社ダイエー、2013年3月27日。2013年5月12日閲覧。
24. ↑  『イオン・ダイエー・丸紅による資本・業務提携契約の解消に関するお知らせ』（プレスリリース）株式会社ダイエー、2013年3月27日。2013年5月12日閲覧。[リンク切れ]
25. ↑  『支配株主等に関する事項について』（プレスリリース）株式会社ダイエー、2013年5月22日。2013年5月29日閲覧。[リンク切れ]
26. ↑  『主要株主及び主要株主である筆頭株主の異動に関するお知らせ』（プレスリリース）株式会社ダイエー、2013年5月1日。2013年5月12日閲覧。[リンク切れ]
27. ↑  『イオン株式会社による当社株券等に対する公開買付けの実施に向けた進捗状況のお知らせ』（PDF）（プレスリリース）2013年7月19日。2013年7月20日閲覧。
28. ↑  『イオン株式会社による当社株券等に対する公開買付けの実施に関するお知らせ』（PDF）（プレスリリース）株式会社ダイエー、2013年7月24日。2013年7月29日閲覧。
29. ↑  『『ダイエー今池店』新装オープンのお知らせ』（プレスリリース）2013年10月8日。2014年1月6日閲覧。[リンク切れ]
30. ↑  『『ダイエー名谷店』改装オープンのお知らせ』（プレスリリース）株式会社ダイエー、2013年11月27日。2014年1月6日閲覧。[リンク切れ]
31. ↑  『ダイエー、グルメシティ店舗での『WAON』導入開始について』（プレスリリース）株式会社ダイエー、2014年1月30日。2014年2月3日閲覧。[リンク切れ]
32. ↑  『日本初!『補助犬ふれあい教室』累計開催回数1千回到達について』（プレスリリース）株式会社ダイエー、2014年9月18日。2015年5月10日閲覧。[リンク切れ]
33. ↑  『ダイエーグループ店舗での『ご当地WAON』の販売拡大について』（プレスリリース）株式会社ダイエー、2014年9月18日。2015年5月10日閲覧。[リンク切れ]
34. ↑  『株式会社ダイエーとの店舗再編に関する検討開始について』（PDF）（プレスリリース）マックスバリュ西日本株式会社、2014年9月25日。2014年9月25日閲覧。
35. ↑  『株式会社ダイエーとの店舗再編に関する検討開始について』（PDF）（プレスリリース）イオン北海道株式会社、2014年9月25日。2014年9月25日閲覧。[リンク切れ]
36. ↑  『株式会社ダイエーとの店舗再編に関する検討開始について』（PDF）（プレスリリース）マックスバリュ北海道株式会社、2014年9月25日。2014年9月25日閲覧。[リンク切れ]
37. ↑  『株式会社ダイエーとの店舗再編に関する検討開始について』（プレスリリース）マックスバリュ九州株式会社、2014年9月25日。2014年9月25日閲覧。[リンク切れ]
38. ↑  『株式会社ダイエーとの店舗再編に関する検討開始について』（PDF）（プレスリリース）イオン九州株式会社。2014年9月30日閲覧。[出典無効]
39. ↑  “イオンとダイエーの商品券”.   株式会社ダイエー. 2015年3月8日閲覧。
40. 1 2 3  “簡易合併公告” (PDF). 2015年3月14日閲覧。[リンク切れ]
41. ↑  『『ダイエー西八王子店』改装オープンについて』（プレスリリース）株式会社ダイエー、2015年3月18日。2015年5月10日閲覧。[リンク切れ]
42. ↑  『株式会社ダイエーの北海道・九州および本州地域におけるGMS事業ならびにSM事業の運営の承継に関する基本合意書締結のお知らせ』（PDF）（プレスリリース）イオン株式会社、2015年4月9日。2015年4月9日閲覧。
43. ↑  『イオンストア九州株式会社の事業運営の承継（業務委託）に関する業務委託契約書締結のお知らせ』（PDF）（プレスリリース）イオン九州株式会社。2015年8月22日閲覧。
44. ↑  『第19回 定時株主総会招集ご通知 連結注記表』 イオンファンタジー、2015年5月8日。pp6
45. ↑  『ダイエー新業態『フードスタイルストア』1号店『ダイエー赤羽店』について』（プレスリリース）株式会社ダイエー、2015年6月15日。2015年6月20日閲覧。[リンク切れ]
46. ↑  “イオングループの未来屋書店、アシーネとの合併契約を締結。店舗数340店舗超の書店運営会社へ。”.   未来屋書店 (2013年7月21日). 2024年1月31日閲覧。
47. ↑  “店舗移管のお知らせ”.   株式会社ダイエー (2016年2月19日). 2016年3月1日閲覧。[リンク切れ]
48. ↑  『簡易株式交換による株式会社OPAの完全子会社化に関するお知らせ』（PDF）（プレスリリース）イオンモール株式会社、2015年11月17日。2016年3月1日閲覧。[リンク切れ]
49. ↑  『11/26(土)イオンタウン市川大和田グランドオープン』（PDF）（プレスリリース）イオンタウン株式会社、株式会社ダイエー（2社連名）、2016年11月17日。2016年11月27日閲覧。[リンク切れ]
50. ↑  『『ダイエー市川大和田店』オープンについて』（プレスリリース）2016年11月7日。2016年11月27日閲覧。[リンク切れ]
51. ↑  “事業譲受に関するお知らせ”.   株式会社レンブラントホールディングス (2017年5月19日). 2017年6月30日閲覧。
52. ↑  『『ダイエーモリシア津田沼店』と『ダイエー南砂町スナモ店』のオープンについて』（プレスリリース）株式会社ダイエー、2017年9月1日。オリジナルの2017年9月8日時点におけるアーカイブ。
53. ↑  『『ダイエー東部市場前店』・『ダイエー住ノ江駅前店』オープンについて』（プレスリリース）株式会社ダイエー、2017年9月26日。2018年10月27日閲覧。[リンク切れ]
54. ↑  『株式会社ダイエー及び株式会社光洋の経営統合ならびに近畿エリアにおけるスーパーマーケット事業の運営の承継に関する基本合意書締結のお知らせ』（プレスリリース）ダイエー、光洋、イオン（3社連名）、2018年10月10日。2018年10月27日閲覧。[リンク切れ]
55. ↑  『新生マルナカ14店舗にて「誕生祭」を開催』（プレスリリース）株式会社ダイエー、2019年2月27日。2019年3月2日閲覧。[リンク切れ]
56. ↑  『ダイエー初!移動販売の開始について』（プレスリリース）株式会社ダイエー、2019年11月8日。2020年2月2日閲覧。
57. ↑  『株式会社ダイエーによる株式会社光洋の完全子会社化に関する株式交換契約締結のお知らせ』（プレスリリース）株式会社ダイエー、株式会社光洋（2社連名）、2020年1月29日。2020年2月2日閲覧。
58. ↑  『イオンフードスタイル栂・美木多店「移動販売」開始について』（プレスリリース）株式会社ダイエー、2020年5月15日。2021年11月3日閲覧。
59. ↑  『ダイエーが“レジに並ばない”お買い物スタイル「レジゴー」を導入開始』（PDF）（プレスリリース）株式会社ダイエー、2021年8月6日。2021年11月3日閲覧。
60. ↑  『ダイエーの冬のビッグセール第2弾 「新生ダイエー誕生祭」を近畿110店舗で開催 ～ダイエーが運営するマルナカ14店舗の店名を「ダイエー」へ～』（PDF）（プレスリリース）株式会社ダイエー、2021年11月29日。2021年12月2日閲覧。
61. ↑  『ダイエー「iAEON」アプリの利用開始について』（PDF）（プレスリリース）株式会社ダイエー、2022年6月17日。2022年10月2日閲覧。
62. ↑  『ダイエーの3店舗承継完了と新店舗に関して』（プレスリリース）イオンリテール株式会社、2025年3月1日。2025年8月6日閲覧。
63. ↑  『ダイエーいちかわコルトンプラザ店の承継に関して』（プレスリリース）イオンリテール株式会社、2025年3月7日。2025年8月6日閲覧。
64. ↑  『ダイエー西宮店の承継完了と新店舗に関して』（プレスリリース）イオンリテール株式会社、2025年4月1日。2025年8月6日閲覧。
65. ↑  『For the CUSTOMERS ダイエーグループ35年の記録』（ダイエー社史編纂室編 1992年）P.211
66. ↑  『For the CUSTOMERS ダイエーグループ35年の記録』（ダイエー社史編纂室編 1992年）P.213
67. 1 2  思い出の経営者１、ダイエー ：中内功さん　　「判断しやすいようにプレゼンして欲しいから」 - 中西元男公式ブログ/中西元男　実験人生　2013年1月18日閲覧
68. ↑  『For the CUSTOMERS ダイエーグループ35年の記録』（ダイエー社史編纂室編 1992年）P.207
69. ↑  ロゴデザイン（ダイエー）[リンク切れ]
70. ↑  ミッション（ダイエー）
71. ↑  トップメッセージ（ダイエー 2020年9月12日閲覧）[リンク切れ]
72. ↑  『第57期 有価証券報告書』 ダイエー、2008年5月22日。pp11
73. ↑  農薬や化学肥料・添加物をできる限り使わない、安心・安全の当社プライベートブランド「すこやか育ち」の拡大について、ダイエー、2000年11月14日。[リンク切れ]
74. ↑  有価証券報告書、ダイエー、2006年5月25日提出、17頁。 (PDF)
75. ↑  ――価値ある毎日の必需品を88円均一で提供――ダイエー開発商品「暮らしの88」発売について、ダイエー、2000年9月5日。[リンク切れ]
76. ↑  『2024年2月期 決算補足資料（第99期）』 イオン、2024年4月10日。pp12
77. ↑  連結子会社の合併契約締結に関するお知らせ - 富士ソフトニュースリリース 2014年10月7日閲覧[リンク切れ]
78. ↑  会社概要 - VINX公式から 2014年10月7日閲覧[出典無効]
79. 1 2 3  『第55期 有価証券報告書』 ダイエー、2006年5月25日。pp53
80. ↑  『第55期 有価証券報告書』 ダイエー、2006年5月25日。pp54
81. ↑  『第55期 有価証券報告書』 ダイエー、2006年5月25日。pp110
82. ↑  『第58期 有価証券報告書』 ダイエー、2009年5月27日。pp100
83. 1 2  連結子会社である株式会社グルメシティ北海道及び株式会社グルメシティ九州との吸収分割に関するお知らせ　2009年4月10日発表[リンク切れ]
84. ↑  連結子会社に対する債権放棄のお知らせ - ダイエーによるゴルドバの債権放棄 2010年8月25日発表 2014年10月7日閲覧
85. ↑  子会社の吸収合併(簡易合併・略式合併)に関するお知らせ - 2011年11月21日発表 2014年10月7日閲覧[リンク切れ]
86. ↑  投資有価証券売却益(特別利益)の計上及び連結子会社に対する債権放棄に関するお知らせ - 2013年2月27日発表 2015年9月2日閲覧[リンク切れ]
87. ↑  連結子会社に対する債権放棄のお知らせ - 2014年2月26日発表 2015年9月2日閲覧[リンク切れ]
88. ↑  『イオングループの未来屋書店、アシーネとの合併契約を締結。店舗数340店舗超の書店運営会社へ。』（プレスリリース）未来屋書店、2015年7月21日。2024年7月27日閲覧。
89. 1 2 3
90. 1 2 3  ★ダイエーが毎月約２６万部を発行する小売業界最大規模のフリーマガジン★『おいしく食べて健康に』“創刊100号記念ありがとう特大号”の発行について、ダイエー、2011年7月。
91. 1 2  〜 ダイエーは“食育活動”に積極的に取り組みます 〜食の情報誌『dai-docoro(ダイドコロ)』発行のお知らせ、ダイエー、2014年2月。